# Список померлих 1989 року
Це список значимих людей, що померли 1989 року, упорядкований за датою смерті.

## Січень

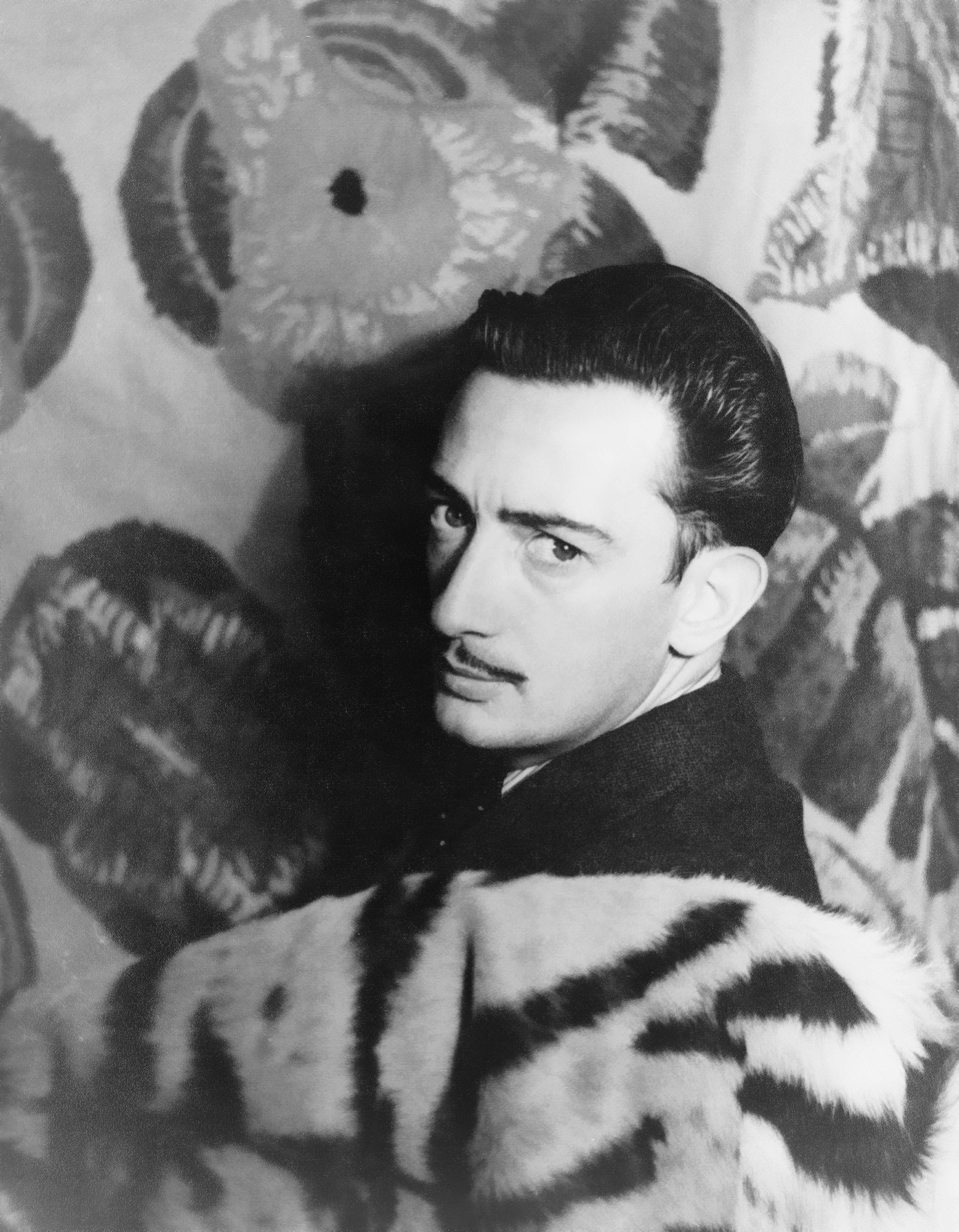
Сальвадор Далі
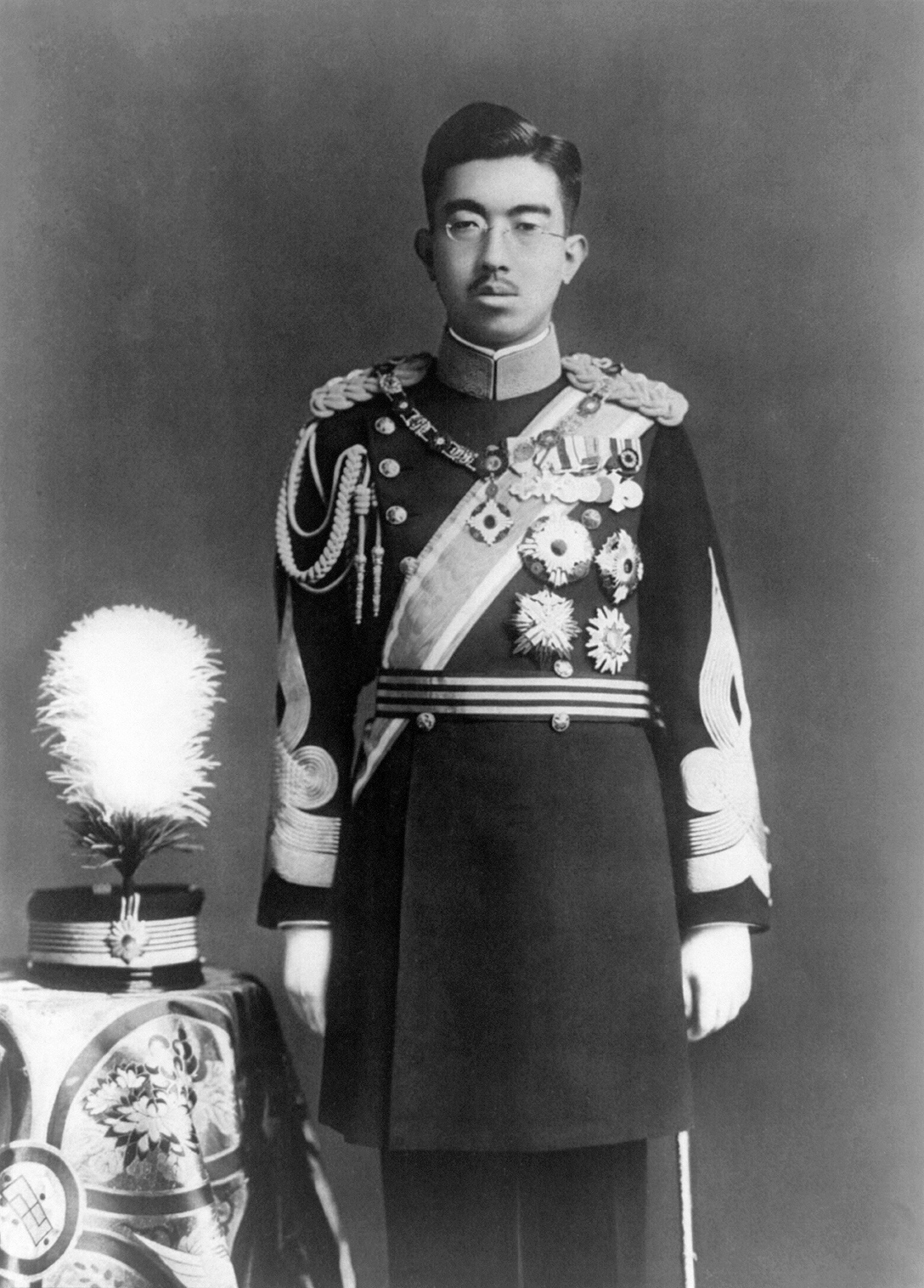
Хірохіто
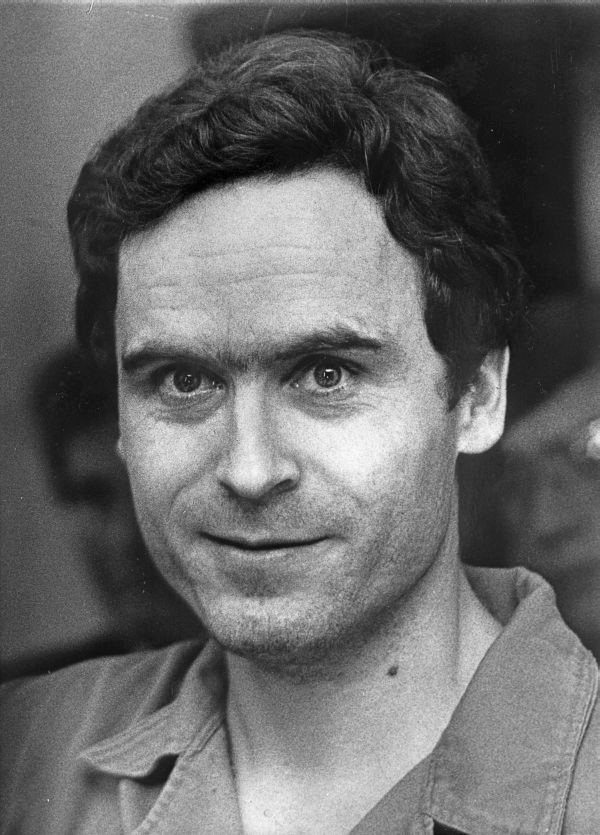
Тед Банді
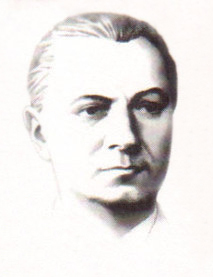
Валентин Глушко
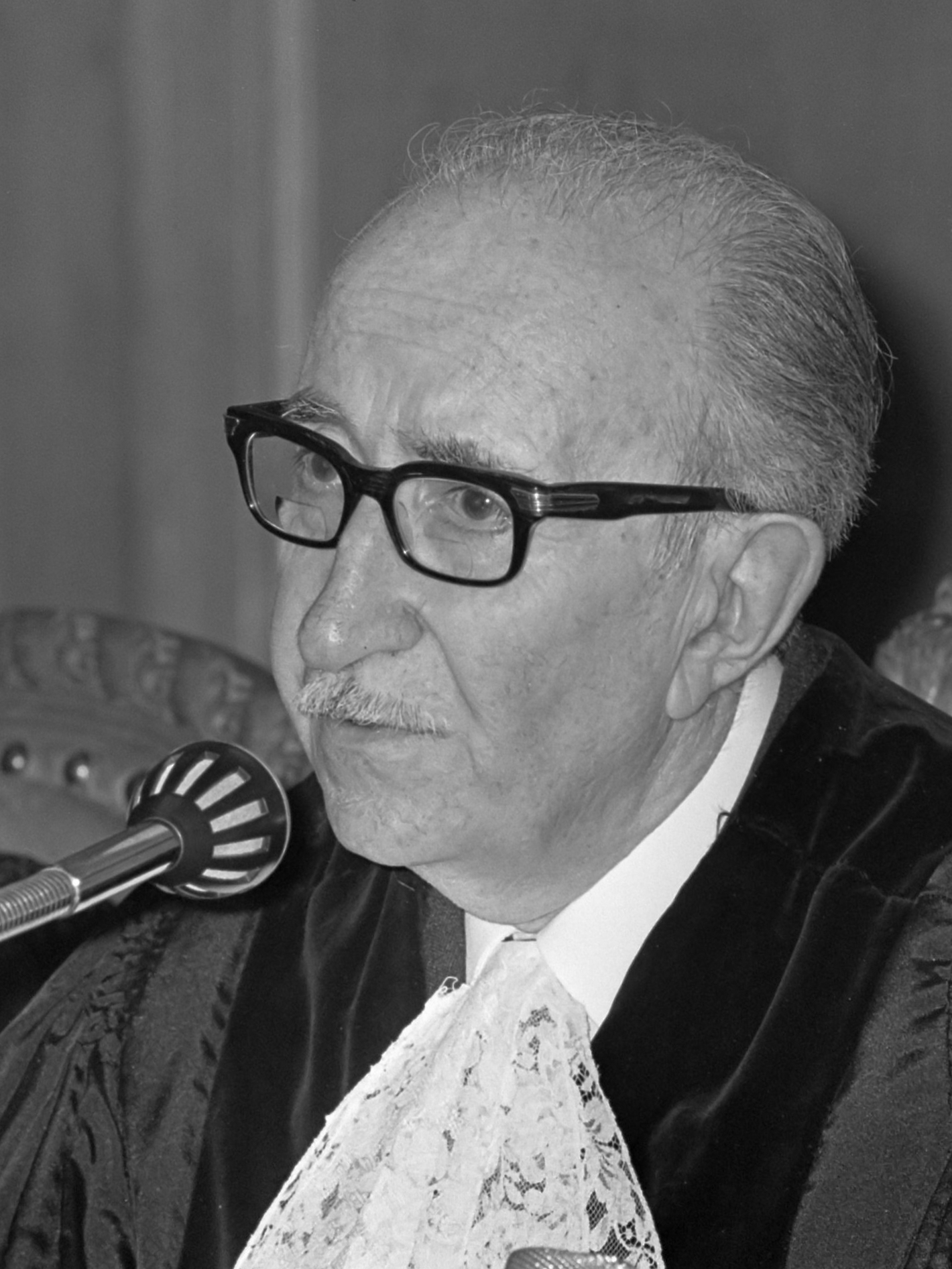
Хосе Луїс Бустаманте і Ріверо

2 січня — Сафдар Хашмі, індійський комуністичний драматург і режисер, а також актор, автор пісень, теоретик театру, активіст (*1954)
3 січня — Соболєв Сергій Львович, радянський математик (*1908)
3 січня — Бахджат Камар, єгипетський письменник, продюсер і актор (*1937)
3 січня — Хасан Хамед, єгипетський актор і продюсер (*1932)
4 січня — Дзюнко Фурута, жертва одного з найжорстокіших убивств, скоєних у Японії (*1971)
4 січня — Казімеж Брусікевич, польський актор (*1926)
6 січня — Едмунд Ліч, британський соціальний антрополог, професор Кембриджського університету (*1910)
6 січня — Кехар Сінгх, індієць, засуджений за змову у вбивстві Індіри Ганді (*1935)
6 січня — Сатвант Сінгх, один із охоронців, які вбили прем'єр-міністра Індії Індіру Ганді (*1962)
7 січня — Хірохіто, 124-й Імператор Японії з 1926 р. (*1901)
8 січня — Красицький Дмитро Филимонович, український радянський письменник, літературознавець (*1901)
8 січня — Джонні Йордан, нідерландський співак (*1924)
8 січня — Кеннет Макміллан, американський актор (*1932)
9 січня — Гриценко Лілія Олімпіївна, українсько-російська акторка театру та кіно, оперна співачка (*1918)
10 січня — Глушко Валентин Петрович, український радянський інженер, науковець у галузі ракетно-космічної техніки, основоположник радянського рідинного ракетного двигунобудування, академік (*1908)
10 січня — Лі Юн-но, французький художник корейського походження (*1904)
10 січня — Ши Хайден, китайський буддійський ченець і майстер бойових мистецтв (*1902)
11 січня — Хосе Луїс Бустаманте і Ріверо, президент Перу з 1945 по 1948 р. і голова Міжнародного суду в Гаазі в 1967—1970 рр. (*1894)
12 січня — Зиґмунт Гюбнер, польський актор, режисер, публіцист і педагог (*1930)
13 січня — Джо Спінелл, американський актор (*1936)
14 січня — Нгуєн Ван Суан, прем'єр-міністр Автономної Республіки Кохінхіна з 1947 по 1948 р., в.о. прем'єр-міністра Держави В'єтнам з 1948 по 1949 р. (*1892)
14 січня — Роберт Лембке, німецький журналіст і телеведучий (*1913)
15 січня — Ернст Неґер, німецький співак (*1909)
16 січня — Луценко Дмитро Омелянович, український радянський поет (*1921)
16 січня — Прем Назір, індійський актор малаяламського кіно (*1929)
16 січня — Трей Вілсон, американський актор (*1948)
17 січня — Альфредо Сітарроса, уругвайський співак, композитор, поет, письменник і журналіст (*1936)
18 січня — Брюс Чатвін, англійський письменник-мандрівник, романіст і журналіст (*1940)
19 січня — Деві Джа, індонезійська танцюристка, драматургиня і кіноакторка (*1914)
20 січня — Юзеф Циранкевич, польський комуністичний політик і державний діяч, глава уряду ПНР в 1947—1952 і в 1954—1970 (*1911)
20 січня — Аламгір Кабір, бангладешський кінорежисер і культурний діяч (*1938)
21 січня — Біллі Тіптон, американський джазовий музикант, керівник оркестру та менеджер талантів (*1914)
22 січня — Шандор Вереш, угорський письменник і перекладач (*1913)
22 січня — Міодраг Андрич, сербський актор театру, кіно та телебачення (*1943)
22 січня — Шер Афзал Джафрі, пакистанський поет мовами урду та панджабі (*1909)
23 січня — Сальвадор Далі, іспанський (каталонський) художник, скульптор, гравер, письменник, один з головних представників сюрреалізму XX століття (*1904)
23 січня — Йошіакі Такахаші, японський актор та співак-ідол (*1972)
23 січня — Нгуєн Мінь Чау, в'єтнамський письменник (*1930)
24 січня — Путря Олександра Євгенівна, українська художниця, яка в дитячому віці створила велику кількість творів мистецтва (*1977)
24 січня — Тед Банді, американський серійний убивця, різник, ґвалтівник, некрофіл, викрадач, канібал (*1946)
24 січня — Зігфрід Вишневський, німецький актор і диктор радіоспектаклів (*1922)
25 січня — Чжан Юї, китайська педагогиня, банкірка, дружина китайського поета Сюй Чжимо (*1900)
28 січня — Галіна Конопацька, польська легкоатлетка, перша олімпійська чемпіонка в історії польського спорту; після завершення кар'єри — письменниця і поетка (*1900)
28 січня — Ван Моцзюнь, тайванська співачка (*1964)
28 січня — Марк Стівенс, американський порноактор (*1943)
28 січня — Чоек'ї Г'ялцен, десятий панчен-лама школи Гелуг тибетського буддизму (*1938)
30 січня — Альфонсо, герцог Анжуйський і Кадіський, онук короля Іспанії Альфонсо XIII (*1936)
30 січня — Карлос Алешандре, бразильський співак (*1957)
31 січня — Фернанду Намора, португальський письменник, поет і лікар (*1919)
31 січня — Ясусі Акутагава, японський композитор і диригент (*1925)
січень — Моше Крой, ізраїльський філософ (*1948)

## Лютий

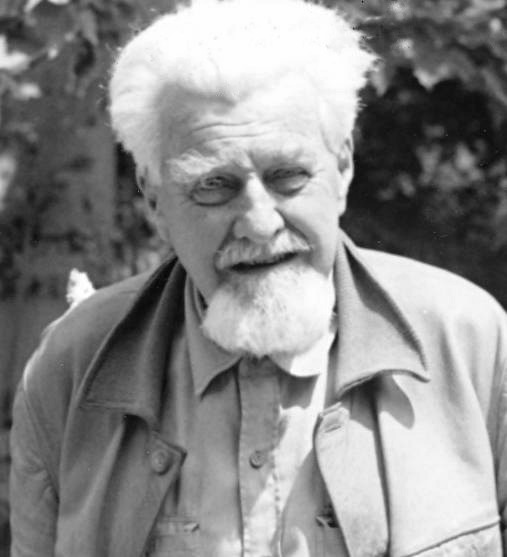
Конрад Лоренц
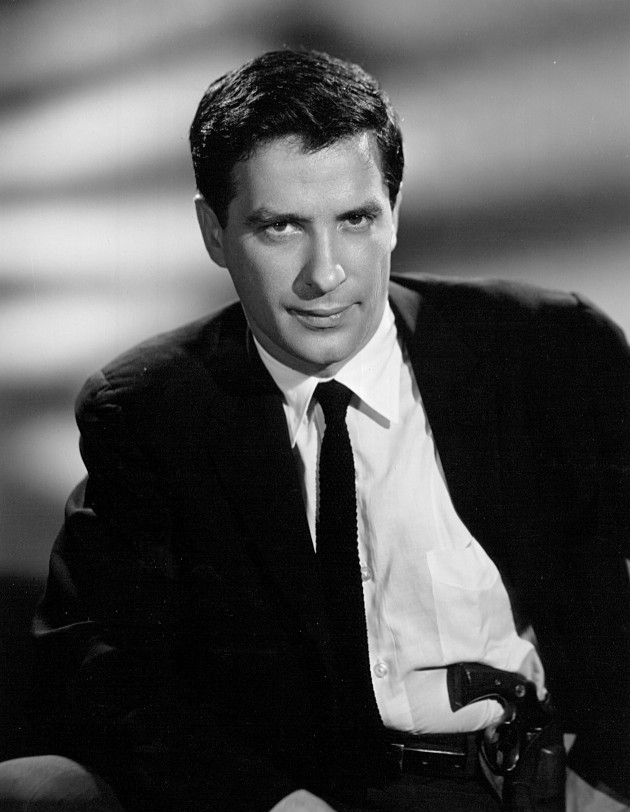
Джон Кассаветіс
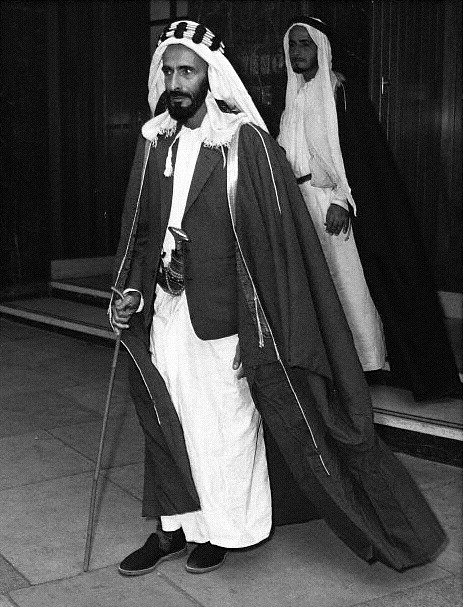
Шахбут бін Султан Аль Нахаян

1 лютого — Блейз Фолі, американський кантрі-співак, автор пісень, поет і художник (*1949)
1 лютого — Єжи Абратовський, польський піаніст, органіст і композитор (*1929)
2 лютого — Богатирьов Юрій Георгійович, радянський російський актор (*1947)
2 лютого — Ондрей Непела, чехословацький спортсмен з фігурного катання (*1951)
2 лютого — Олівер Сіпл, американець, відомий тим, що втрутився, щоб запобігти замаху на президента США Джеральда Форда 22 вересня 1975 року (*1941)
3 лютого — Джон Кассаветіс, американський кінорежисер, актор та сценарист (*1929)
3 лютого — Давид Лєсков, офіцер ізраїльської армії, інженер і винахідник, найстаріший солдат у світі (*1903)
3 лютого — Сон Чжун Кім, південнокорейський боксер (*1953)
4 жовтня — Лютеро Варгас, бразильський лікар, політик і дипломат, старший син президента Жетулью Варгаса та першої леді Дарсі Варгас (*1912)
4 лютого — Медхат Асем, єгипетський музикант (*1909)
4 лютого — Тітус Улі, індонезійський начальник поліції, політик і педагог (*1920)
4 лютого — Хам Сок Хеон, корейський борець за незалежність, релігійний діяч, журналіст, видавець, громадський активіст (*1901)
5 лютого — Вім Хогенкамп, нідерландський актор, автор пісень і співак (*1947)
6 лютого — Андре Каятт, французький кінорежисер та сценарист (*1909)
6 лютого — Барбара Такман, американська історикиня та письменниця (*1912)
6 лютого — Нетті Гераваті, індонезійська акторка (*1930)
8 лютого — Бегум Хуршид Мірза, пакистанська акторка (*1918)
9 лютого — Тедзука Осаму, японський манґака й аніматор (*1928)
11 лютого — Леон Фестінґер, американський психолог (*1919)
11 лютого — Шахбут бін Султан Аль Нахаян, дванадцятий правитель емірату Абу-Дабі з 1928 по 1966 р. (*1905)
12 лютого — Томас Бернгард, австрійський письменник та драматург (*1931)
12 лютого — Салах Шаді, генерал поліції і лідер Братів-мусульман у Єгипті (*1921)
14 лютого — Джеймс Бонд, американський орнітолог (*1900)
15 лютого — Сяфруддін Правірангера
, індонезійський державний діяч та економіст, голова Надзвичайного уряду Індонезії (1948—1949) (*1911)
18 лютого — Абдул Азіз бін Фахд бін Муаммар, саудівський принц, військовик, емір (*1909)
18 лютого — Анісіо Сілва, бразильський співак і композитор (*1920)
18 лютого — Мілдред Берк, американська професійна борчиня (*1915)
20 лютого — Мануель Росас, мексиканський футболіст (*1912)
21 лютого — Шандор Мараї, угорський письменник і журналіст (*1900)
22 лютого — Кошеверова Надія Миколаївна, радянська кінорежисерка (*1902)
23 лютого — Ганс Гельмут Кірст, німецький письменник (*1914)
24 лютого — Гнатківська Дарія Омелянівна, українська розвідниця, діячка УВО та ОУН (*1912)
26 лютого — Мулуд Маммері, алжирський письменник, антрополог, лінгвіст (*1917)
26 лютого — Рой Елдрідж, американський джазовий трубач (*1911)
27 лютого — Борис Скосирев, білоруський авантюрист, який 1934 року на короткий час став королем Андорри (*1896)
27 лютого — Конрад Лоренц, австрійський зоолог, лавреат Нобелівської премії з фізіології або медицини 1973, один з основоположників етології (*1903)
27 лютого — Махмуд Аль-Сабаа, єгипетський актор (*1911)
27 лютого — Саюті Мелік, індонезійський борець за свободу (*1908)
27 лютого — Шиба Прасад Чаттерджі, індійський географ, професор Калькуттського університету (*1903)
28 лютого — Ауреліо Буарке де Холанда, бразильський лексикограф, професор, перекладач, есеїст і літературний критик (*1910)
28 лютого — Тірумалай Крішнамачарья, індійський вчитель йоги, аюрведичний цілитель і вчений, якого вважають одним із найважливіших гуру і «батьком сучасної йоги» (*1888)

## Березень

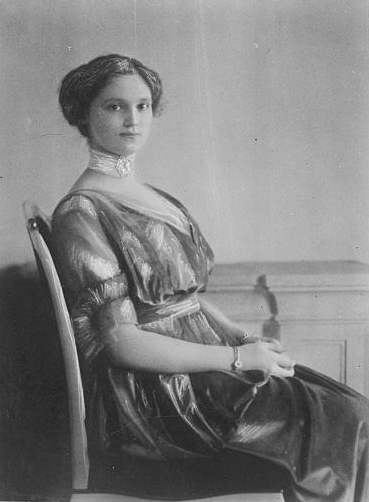
принцеса Зіта Бурбон-Пармська

1 березня — Васантдада Патіл, індійський політик (*1917)
1 березня — Мукулчандра Дей, бенгальський художник (*1895)
3 березня — Дун Ціу, державний і військовий діяч КНР (*1899)
3 березня — Широ Осака, японський актор (*1920)
4 березня — Цзивей, тайванська співачка (*1930)
4 березня — Чон Бьон Чжу, південнокорейський військовий і політик (*1926)
6 березня — Гаррі Ендрюс, англійський актор (*1911)
6 березня — Фекрі Ебчіоглу, турецький музикант (*1927)
7 березня — Бахаеддін Огель, турецький історик (*1923)
8 березня — Бикова Єлизавета Іванівна, радянська чемпіонка світу з шахів, економіст-плановик, журналістка (*1913)
8 березня — Робер Лакост, французький політик (*1898)
9 березня — Роберт Меплторп, американський фотограф (*1946)
10 березня — Мауріціо Мерлі, італійський актор (*1940)
12 березня — Моріс Еванс, англійський актор театру, кіно та телебачення (*1901)
13 березня — Фахрі Озділек, турецький військовий і політик, в.о. прем'єр-міністра Туреччини у 1961 р. (*1898)
14 березня — Едвард Еббі, американський письменник, філософ, ідеолог і практик природоохорони (*1927)
14 березня — Зіта Бурбон-Пармська, італійська принцеса з династії Пармських Бурбонів, донька Роберто Пармського та Марії Антонії Португальської, дружина останнього імператора Австро-Угорщини Карла I; імператриця Австрії (1916—1918) (*1892)
14 березня — Марк Кілрой, американський студент, жертва резонансного вбивства (*1968)
16 березня — Хесус Марія Лейсаола, баскський державний та політичний діяч (*1896)
16 березня — Едоардо Тоскано, італійський мафіозі (*1953)
17 березня — Мерріт Бутрік, американський актор (*1959)
17 березня — Хемваті Нандан Бахугуна, індійський політик (*1919)
18 березня — Гарольд Джеффріс, англійський геофізик, метеоролог, астроном, математик і статистик (*1891)
19 березня — Лютий-Лютенко Іван Макарович, український військовий та громадський діяч, підприємець, меценат, повстанський отаман Холодного Яру, сотник Армії УНР (*1897)
19 березня — Валері Квеннессен, французька акторка театру та кіно (*1957)
20 березня — Діна Сфат, бразильська акторка єврейського походження (*1938)
20 березня — Нобору Ґото, японський підприємець (*1916)
25 березня — C.Л. Анандан, індійський актор і продюсер тамільського та малаяламського кіно (*1933)
25 березня — Ерл Найтінгейл, американський радіомовець і письменник (*1921)
26 березня — Маріс Лієпа, радянський латвійський артист балету, балетний педагог та кіноактор (*1936)
26 березня — Хайцзи, китайський поет (*1964)
27 березня — Джек Старретт, американський актор і кінорежисер (*1936)
27 березня — Шанті Ґош, діячка антибританського руху за незалежність на Індійському субконтиненті (*1916)
28 березня — Роберт Дж. Вілке, американський актор (*1914)
29 березня — Бернар Бліє, французький театральний та кіноактор, батько режисера Бертрана Бліє (*1916)
29 березня — Карл Мунтерс, шведський винахідник, розробник першого холодильника Electrolux (*1897)
29 березня — Ніколае Штайнхардт, румунський письменник, літературний критик, есеїст, юрист і публіцист (*1912)
29 березня — Сяо Цзінгуан, китайський революціонер і воєначальник, один із десяти старших офіцерів НВАК і єдиний адмірал флоту в історії ВМС НВАК (*1903)
29 березня — Чіко Че, мексиканський музикант, співак і композитор (*1945)
30 березня — Хуан Вей, китайський генерал-націоналіст (*1904)

## Квітень

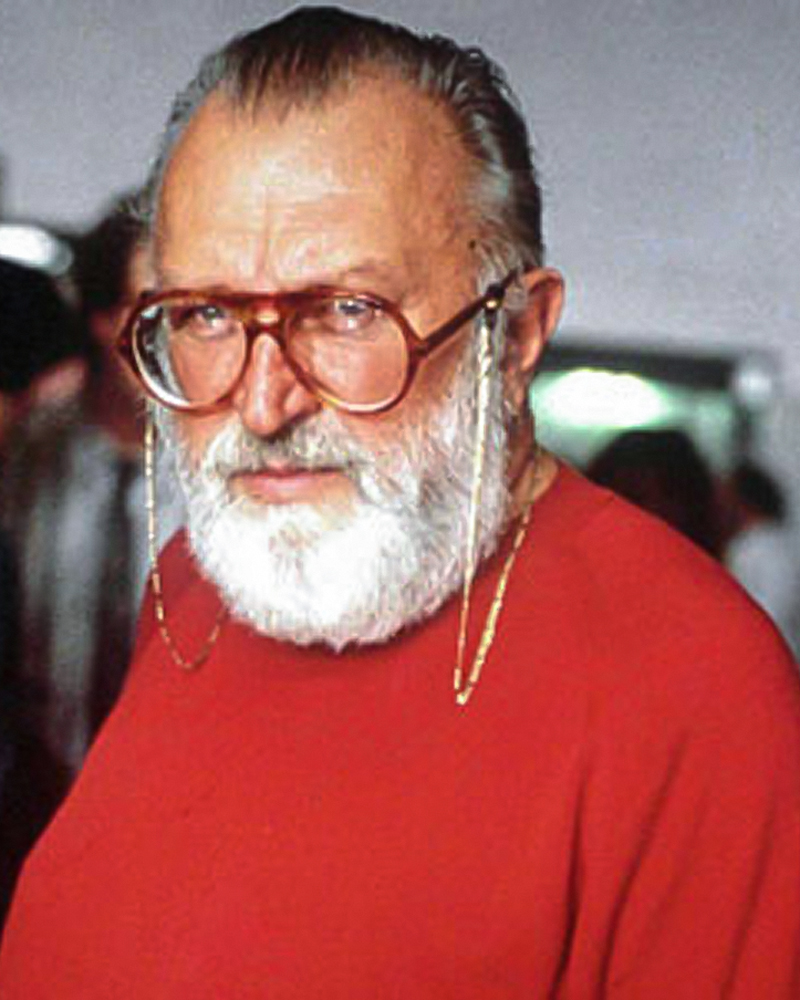
Серджо Леоне
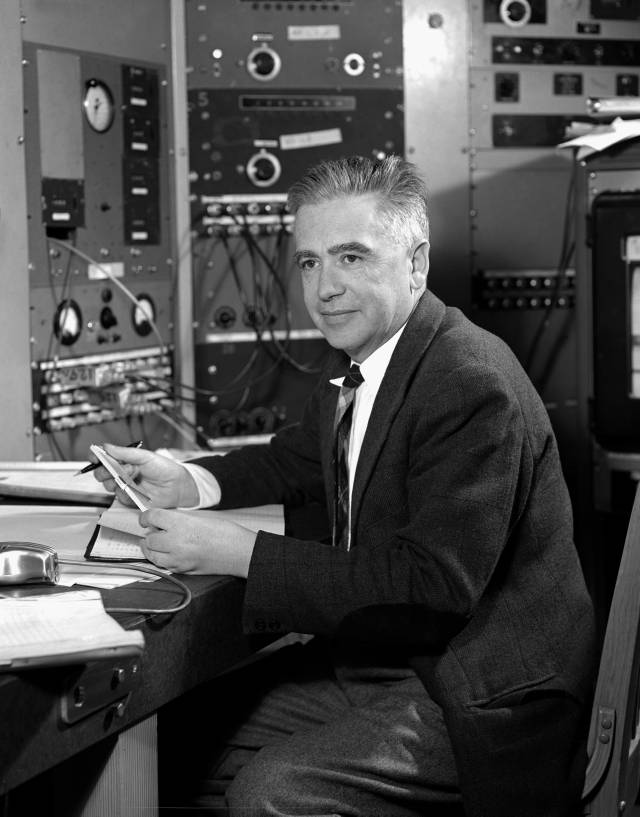
Еміліо Сегре
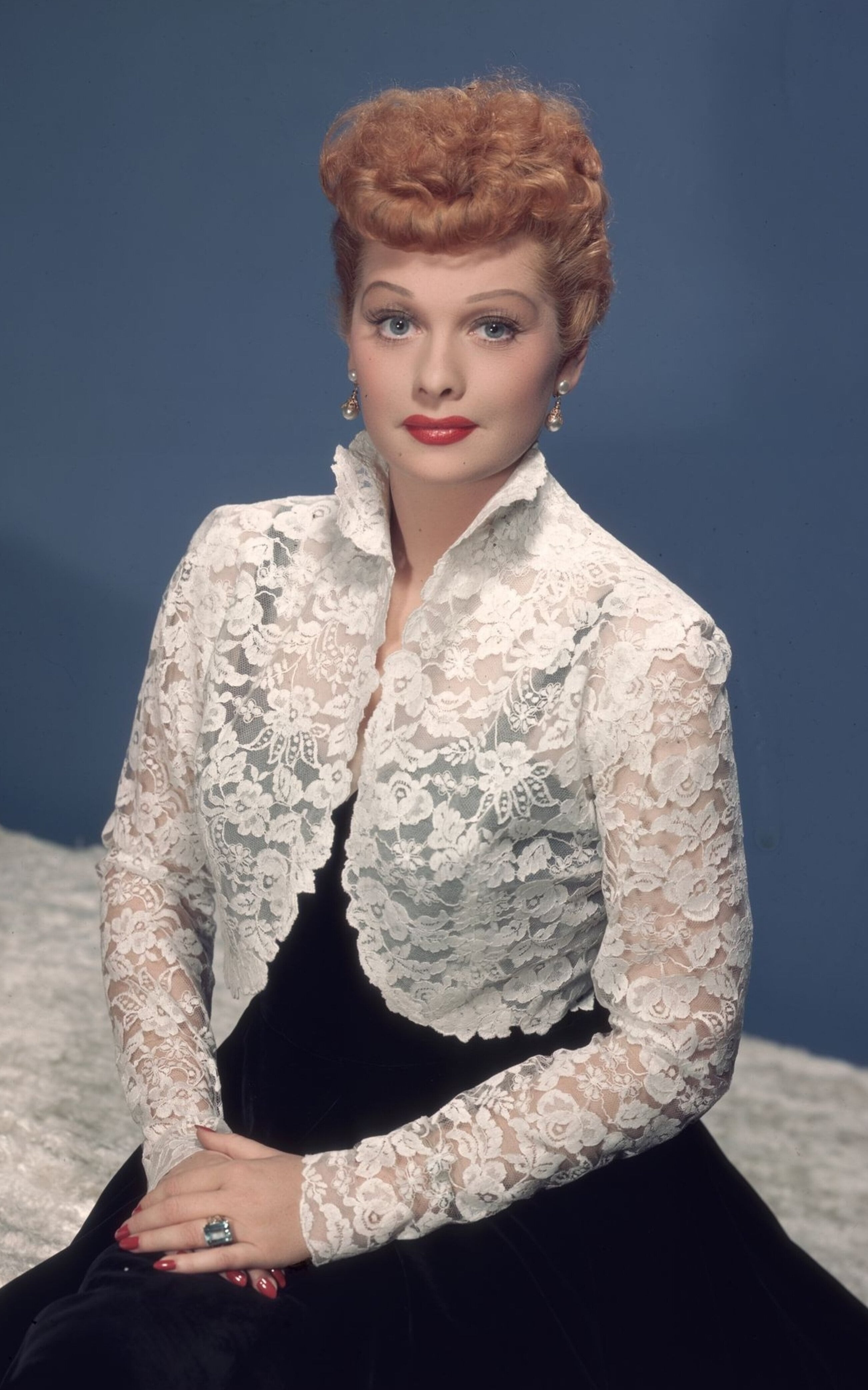
Люсіль Болл
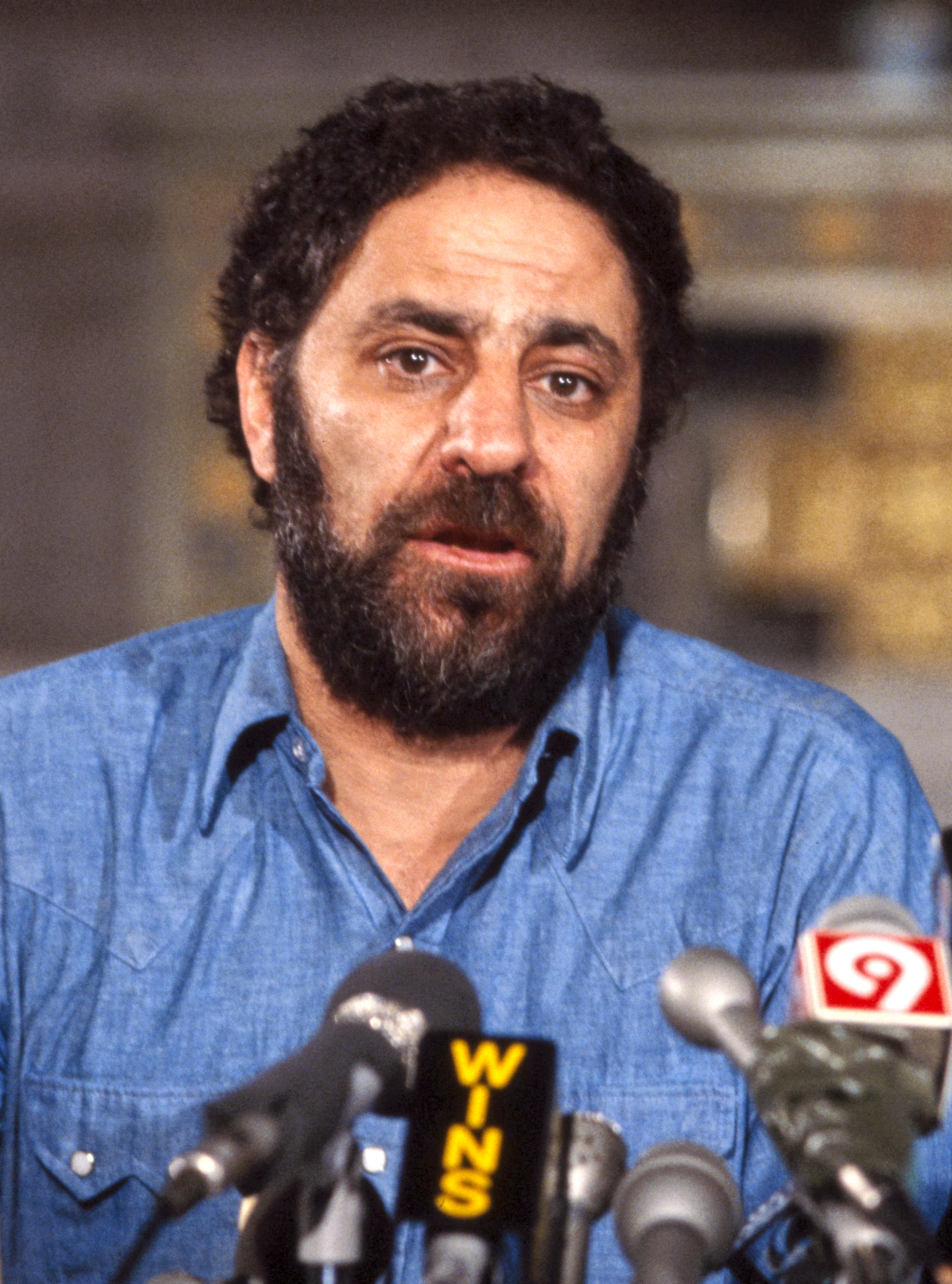
Еббі Хоффман
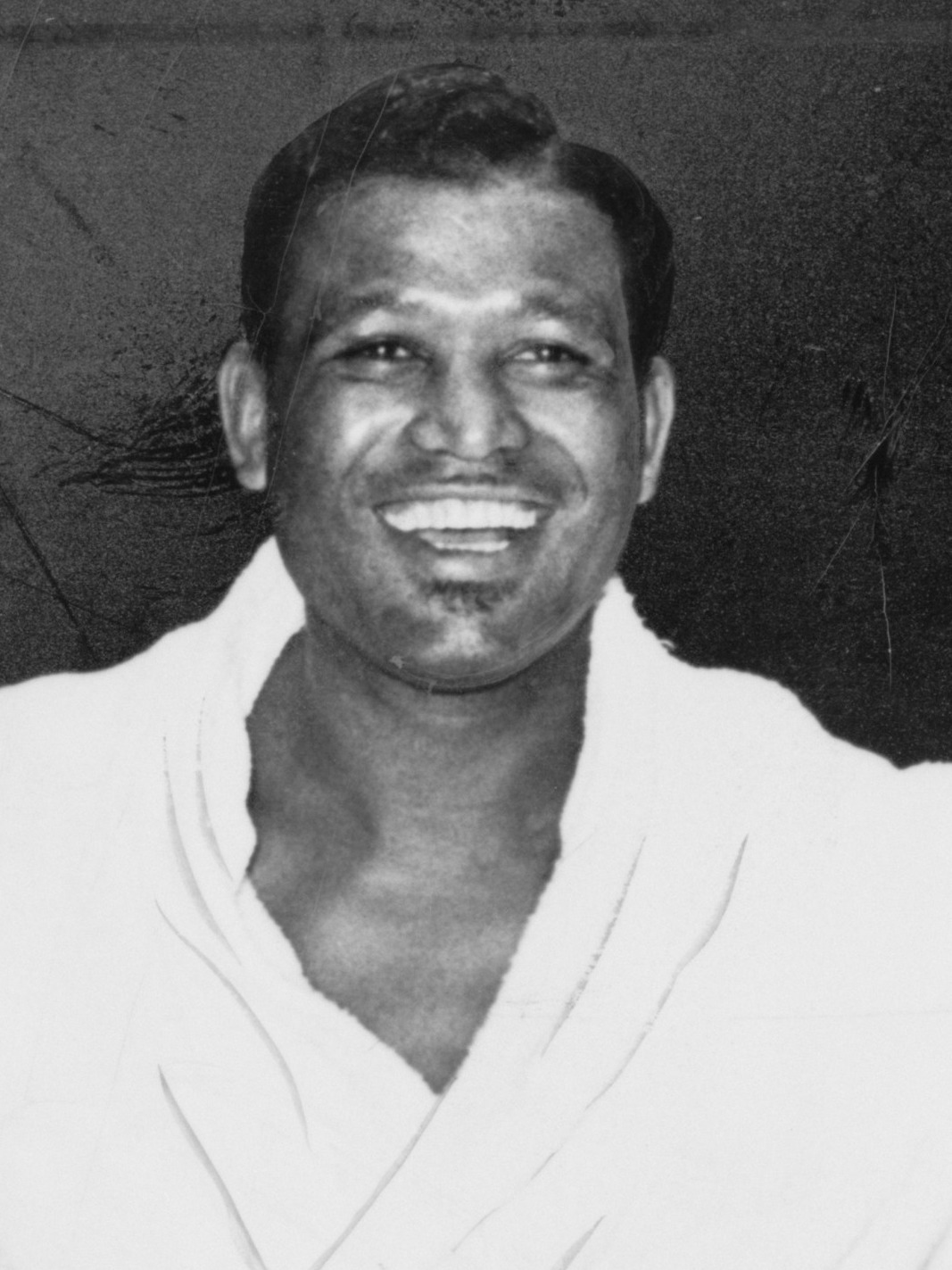
Шугар Рей Робінсон

1 квітня — Бо Бесков, шведський художник і письменник (*1906)
1 квітня — Саїд Муджтаба Хусейн, пакистанський поет мовою урду та критик (*1922)
2 квітня — Доан Гіой, в'єтнамський письменник (*1925)
2 квітня — Мухаммед Аль-Каббанджі, іракський художник і співак (*1904)
3 квітня — Вішну Сахай, індійський політик (*1901)
3 квітня — Фатма Алі, єгипетська співачка (*1922)
4 квітня — Коновалов Семен Васильович, радянський танкіст-ас, учасник Німецько-радянської війни, Герой Радянського Союзу (*1920)
5 квітня — Карел Земан, чехословацький кінорежисер, сценарист та художник-аніматор (*1910)
5 квітня — Френк Фосс, американський легкоатлет, який спеціалізувався в стрибках з жердиною (*1895)
6 квітня — Паннал Патель, індійський письменник, представник гуджаратської літератури (*1912)
7 квітня — Амена Бегум, бангладешська політична діячка (*1925)
7 квітня — Чжен Нанжун, тайванський видавець і продемократичний активіст (*1947)
10 квітня — Гринько Микола Григорович, український радянський актор (*1920)
10 квітня — Жорж Женеро, канадський спортивний стрілець (*1935)
10 квітня — Такехіро Ірокава, японський прозаїк, есеїст і гравець у маджонг (*1929)
11 квітня — Йосіро Сімаока, японський бейсбольний менеджер (*1911)
11 квітня — Орхон Мурат Арибурну, турецький поет, режисер кіно і театру, продюсер, актор, сценарист, драматург, фотограф, художник (*1916)
12 квітня — Шугар Рей Робінсон, американський професійний боксер, чемпіон світу у напівсередній та середній вагових категоріях (*1921)
12 квітня — Ділсон Фунаро, бразильський бізнесмен і політик (*1933)
12 квітня — Еббі Хоффман, американський політичний і громадський активіст (*1936)
14 квітня — Шпонтак Іван, український військовик, сотник УПА (*1919)
14 квітня — Цзян Сяовень, старший син президента Китайської Республіки на Тайвані Цзян Цзін-го (*1935)
15 квітня — Бернар-Марі Кольтес, французький драматург, поет (*1948)
15 квітня — Несухі Ертегюн, турецько-американський музичний продюсер (*1917)
15 квітня — Ху Яобан, державний і політичний діяч Китаю, генеральний секретар ЦК КПК (1980—1987) і голова ЦК КПК (1981—1982) (*1915)
15 квітня — Шарль Ванель, французький актор та кінорежисер (*1892)
15 квітня — Такеші Ішіда, японський диктор NHK (*1926)
16 квітня — Аввад Тауфік Юсеф, ліванський письменник (*1911)
16 квітня — Гаральд Едельстам, шведський дипломат і політик (*1913)
16 квітня — Ішікава Каору, японський фахівець в галузі управління якістю, професор Токійського університету (*1915)
16 квітня — Хакки Єтен, турецький футболіст, тренер (*1910)
16 квітня — Тьєррі Полен, ймовірний французький серійний вбивця (*1963)
17 квітня — Енгі Хасан Афлатун, єгипетська художниця (*1924)
18 квітня — Хільде Бенджамін, німецька юристка (*1902)
19 квітня — Дафна дю Мор'є, британська письменниця та драматургиня (*1907)
19 квітня — Фердинанд аус дер Фюнтен, німецький військовий злочинець (*1909)
20 квітня — Хатта Уітіро, японський футболіст (*1903)
21 квітня — Докхє, остання принцеса корейської королівської родини (*1912)
21 квітня — Пол Мітчелл, шотландсько-американський перукар (*1936)
22 квітня — Еміліо Джино Сегре, італо-американський фізик, лауреат Нобелівської премії з фізики 1959 (*1905)
22 квітня — Селіванов Дмитро Олексійович, радянський рок-музикант (*1964)
23 квітня — Амані Діорі, перший президент Республіки Нігер (1960—1974) (*1916)
23 квітня — Анвар Ісмаїл, єгипетський актор (*1929)
23 квітня — Ху Діє, шанхайська і гонконзька кіноактриса (*1908)
24 квітня — Франц Біндер, австрійський футболіст та тренер (*1911)
24 квітня — Лі Цзінцюань, китайський політик, відповідальний за масовий голод у Сичуані та Чунціні під час Великого стрибка (*1909)
26 квітня — Люсіль Болл, американська комедійна теле- та кіноакторка, співачка, модель, комік, телепродюсерка (*1911)
27 квітня — Мацусіта Коносуке, японський бізнесмен, засновник Matsushita Electric (*1894)
28 квітня — Еса Пакарінен, фінський актор, гуморист, співак, гармоніст, композитор (*1911)
28 квітня — Маргарет Ферчайлд, бездомна жінка з Британії, зображена у фільмі Алана Беннета «Жінка у фургоні» 2015 року (*1911)
28 квітня — Пінчу Капур, індійський актор (*1927)
29 квітня — Ехсан Табарі, іранський філософ, поет, літературний критик, теоретик марксизму (*1917)
29 квітня — Яп Тіам Хієн, індонезійський юрист китайського походження (*1913)
30 квітня — Лі Банджа, дружина останнього кронпринца Корейської імперії Лі Ина, член японської імператорської родини (*1901)
30 квітня — Серджо Леоне, італійський кінорежисер (*1929)
30 квітня — Гай Вільямс, американський актор (*1924)
30 квітня — Ясусі Тонояма, японський актор і есеїст (*1915)

## Травень

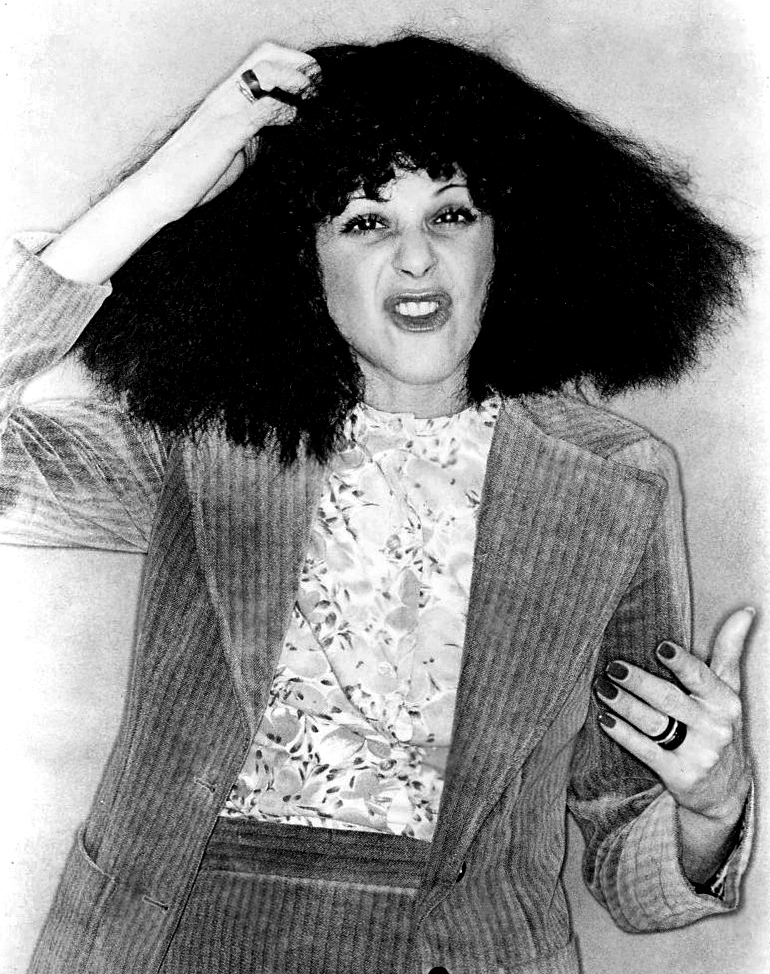
Гільда Раднер
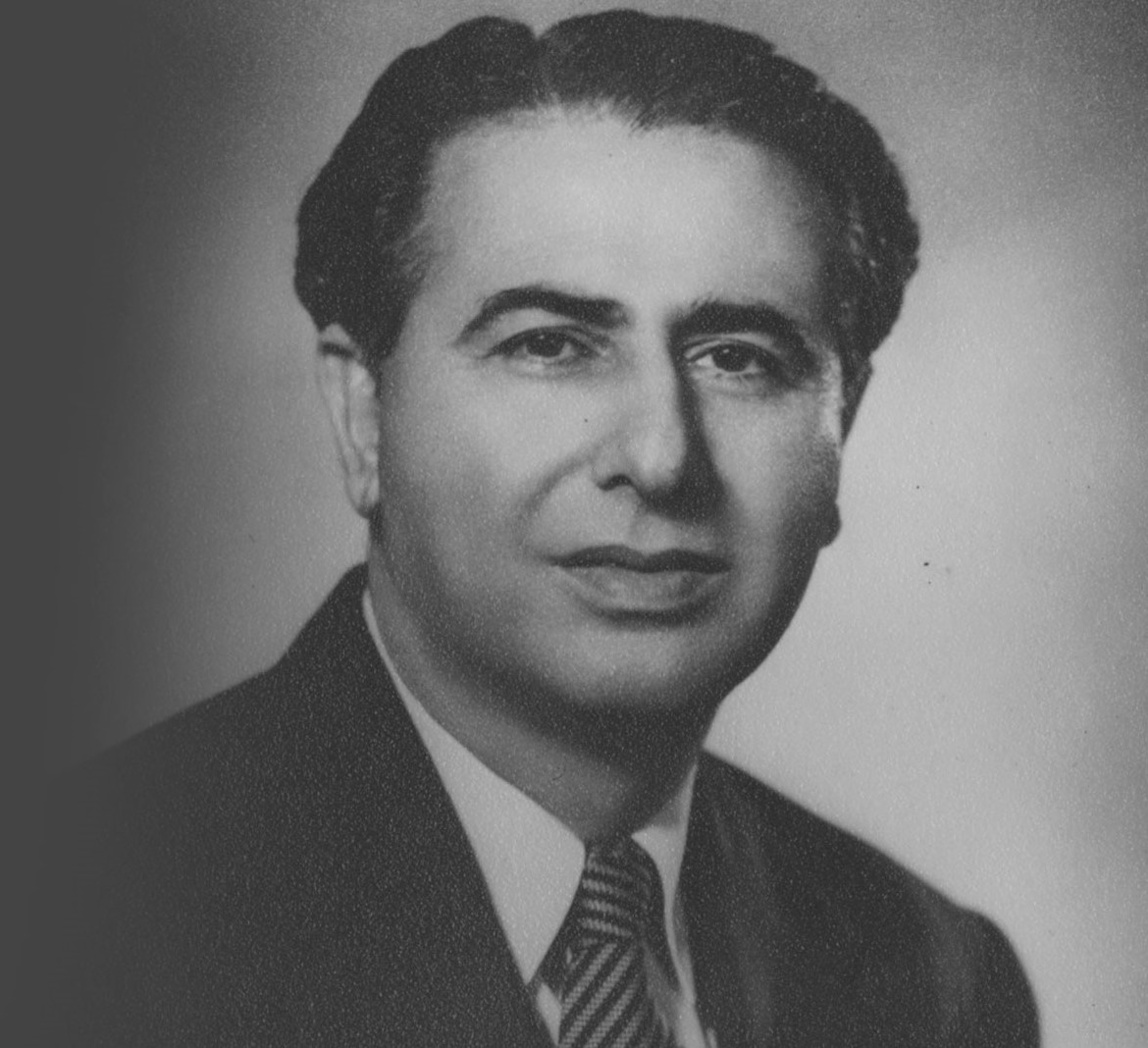
Навал Тата
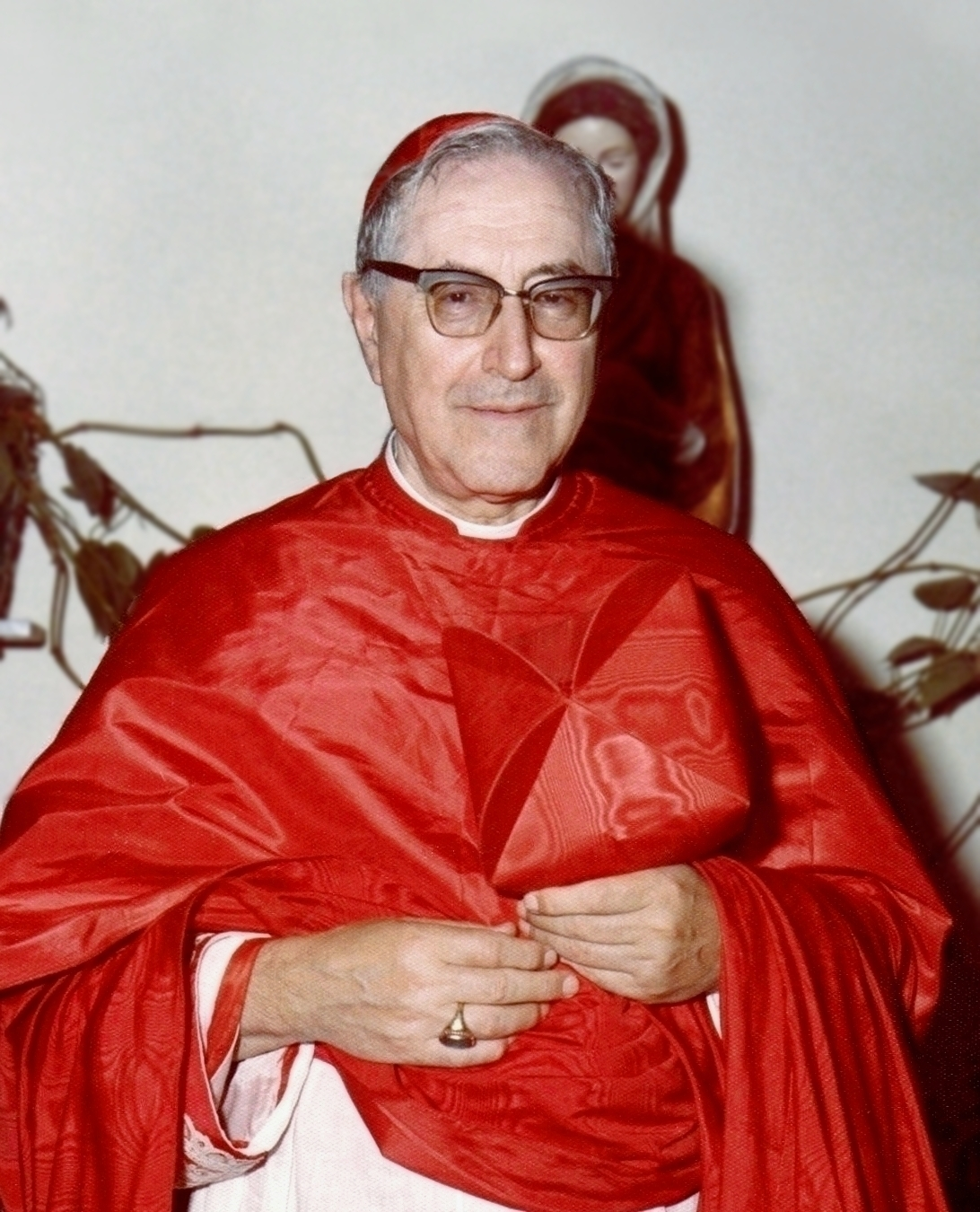
Джузеппе Сірі
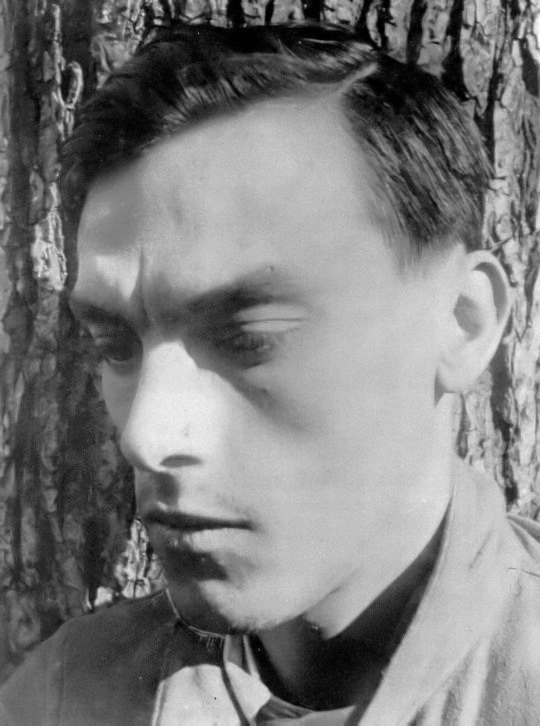
Арсеній Тарковський

1 травня — Едвард Охаб, польський партійний і державний діяч, перший секретар ЦК Польської об'єднаної робітничої партії в 1956 р., голова Державної ради ПНР в 1964—1968 рр. (*1906)
2 травня — Каверін Веніамін Олександрович, російський радянський письменник і сценарист (*1902)
2 травня — Джузеппе Сірі, італійський католицький кардинал і архієпископ (*1906)
3 травня — Крістін Йоргенсен, американська трансгендерна жінка, яка стала першою людиною, широко відомою в США завдяки операції зі зміни статі (*1926)
4 травня — Жан-Марі Чибоу, новокаледонський політик, лідер і символ руху канаків за незалежність у 1970-80-х роках (*1936)
4 травня — Аднан Хайралла, міністр оборони Іраку, двоюрідний брат президента Іраку Саддама Хусейна (*1940)
4 травня — Ашутош Мукерджі, бенгальський письменник (*1920)
5 травня — Вольфганг Нойс, німецький артист кабаре та актор (*1923)
5 травня — Навал Тата, індійський промисловець (*1904)
6 травня — Шиян Анатолій Іванович, український письменник (*1906)
6 травня — Адольфо Констанцо, кубинсько-американський серійний вбивця, торговець наркотиками та лідер культу (*1962)
9 травня — Кейт Вітлі, американський кантрі-співак та автор пісень (*1954)
10 травня — Вуді Шоу, американський джазовий трубач, композитор, аранжувальник, керівник оркестру та педагог (*1944)
10 травня — Лі Чел Гю, південнокорейський демократичний активіст, який помер за загадкових обставин (*1964)
10 травня — Мішель Фурніре, французький серійний вбивця (*1942)
10 травня — Хасслер Вітні, американський математик (*1907)
12 травня — Тахер Абу Фаша, єгипетський поет і астролог (*1908)
12 травня — Ян Віллем Хіс, голландський військово-морський офіцер і актор (*1913)
15 травня — Норіко Цукасе, японська акторка голосу та співачка (*1945)
16 травня — Лейла Касрі, іранська поетеса (*1939)
16 травня — Сеян Ханим, турецький співак і виконавець танго (*1913)
16 травня — Хасан Халед, муфтій Лівану (*1921)
18 травня — Вальтер Штеннес, німецький політик, провідник СА (*1895)
18 травня — Набі Даулі, татарський поет (*1910)
19 травня — Абель Герцберг, голландський юрист, а також драматург, хроніст і есеїст (*1893)
19 травня — Антон Діффрінг, німецький актор (*1916)
19 травня — Роберт Веббер, американський актор (*1924)
19 травня — Чан І-хуа, тайванський демократичний активіст (*1957)
20 травня — Джон Гікс, англійський економіст, лауреат Нобелівської премії 1972 (*1904)
20 травня — Гільда Раднер, американська акторка та комік (*1946)
20 травня — Ержебет Галгоці, угорська письменниця, сценаристка, членкиня парламенту (*1930)
23 травня — Анса Іконен, фінська акторка театру та кіно (*1913)
23 травня — Товстоногов Георгій Олександрович, радянський театральний режисер і педагог, головний режисер ВДТ у Ленінграді (*1915)
23 травня — Карл Кох, німецький хакер (*1965)
24 травня — Тріпті Мітра, індійська акторка бенгаломовного театру та кіно (*1925)
26 травня — Дон Реві, англійський футболіст, тренер (*1927)
26 травня — Казуко Такаші, член японської імператорської родини, дружина Такаші Хірамічі (*1929)
27 травня — Тарковський Арсеній Олександрович, російський радянський поет і перекладач українського походження, батько кінорежисера Андрія Тарковського (*1907)
27 травня — Бадрія Аль-Саєд, єгипетська співачка (*1930)
27 травня — Зигмунт Анджей Генріх, польський альпініст (*1937)
27 травня — Сабіте Тур Гюлерман, турецька артистка голосу (*1927)
28 травня — Аббас Налбандян, іранський драматург (*1947)
28 травня — Бальтасар Лопеш да Сілва, письменник, поет і лінгвіст з Кабо-Верде, який писав португальською та креольською мовами (*1907)
29 травня — Джордж Гоманс, американський соціолог (*1910)
29 травня — Шах Алам, бангладешський спортсмен-бігун (*1958)
30 травня — Даршан Сінгх, індійський духовний лідер (*1921)
31 травня — Сиріл Джеймс, тринідадський історик, журналіст, троцькістський активіст і марксистський письменник (*1901)

## Червень

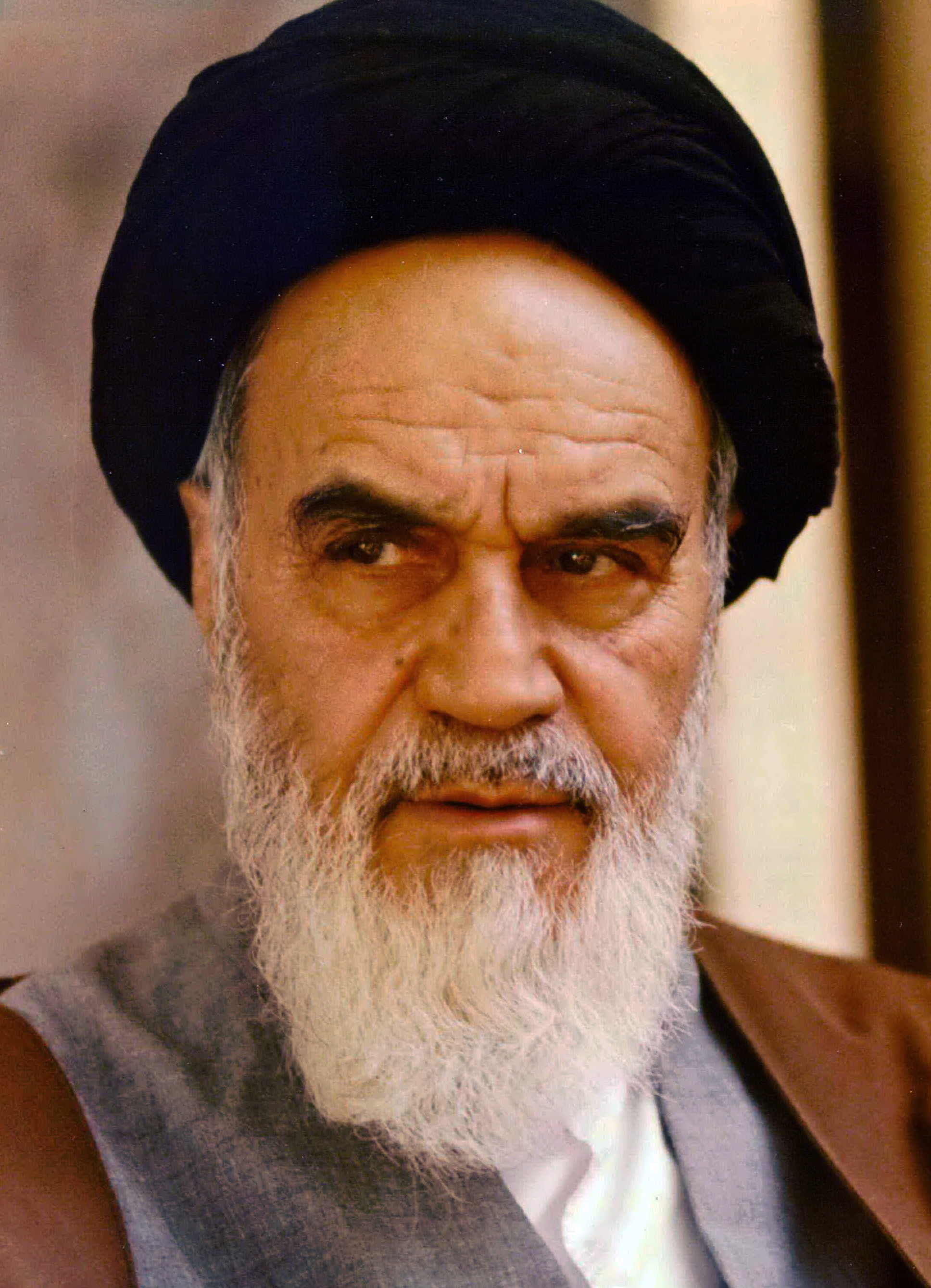
Рухолла Мусаві Хомейні
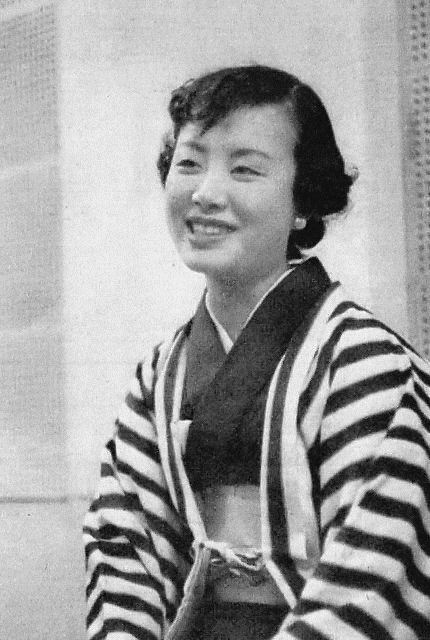
Хібарі Місора
Ростислав Плятт

3 червня — Рухолла Мусаві Хомейні, іранський державний діяч, аятола, рахбар (вождь), лідер ісламської революції 1979 року; Верховний лідер Ірану з 1979 по 1989 рр. (*1900)
3 червня — Нгуєн Тху Ле, в'єтнамський поет, письменник і драматург (*1907)
5 червня — Бебі Хуве, індонезійська астрологиня, підприємиця, акторка та модель (*1939)
6 червня — Кадрі Оенінг, індонезійський письменник і політик (*1923)
7 червня — Нара Леан, бразильська співачка босанови, популярної музики й самби (*1942)
7 червня — Ллойд Досберг, суринамсько-нідерландський футболіст (*1960)
7 червня — Пауло Лемінські, бразильський письменник, поет, музикант, літературний критик, журналіст, публіцист, перекладач і викладач (*1944)
7 червня — Чіко Ланді, бразильський автогонщик (*1907)
8 червня — Альберт Спаджіарі, французький злочинець італійського походження (*1932)
8 червня — Сьюзен Сміт, американська інформаторка ФБР, жертва резонансного вбивства (*1961)
8 червня — Луу Хуу Фуок, в'єтнамський музикант (*1921)
8 червня — Тоні де Матос, португальський співак, виконавець фаду та актор (*1924)
9 червня — Джордж Бідл, американський генетик, Нобелівська премія з фізіології або медицини 1958 (*1903)
9 червня — Хосе Лопес Рега, аргентинський політичний діяч ультраправого спрямування, пероніст (*1916)
9 червня — Герард Фагель, нідерландський ресторатор (*1946)
9 червня — Піт Ліфтінк, нідерландський державний службовець, професор і політик (*1902)
10 червня — Сулейман Рустам, азербайджанський радянський поет і драматург, громадський діяч (*1906)
12 червня — Нілуфар Ханімсултан, османська принцеса (*1916)
14 червня — Іцхак Яаков Вайс, хасидський рабин (*1902)
14 червня — Піт де Фрейтас, британський музикант, музичний продюсер (*1961)
14 червня — Вей Гоцін, політичний діяч Китайської Народної Республіки, генерал-засновник Китайської народно-визвольної армії (*1913)
15 червня — Віктор Френч, американський актор і режисер (*1934)
17 червня — Джон Матушак, гравець в американський футбол (*1950)
17 червня — Цутому Міядзакі, японський серійний вбивця, канібал (*1962)
19 червня — Бетті Альвер, естонська письменниця-романістка, поетеса та перекладачка (*1906)
19 червня — Че Лан В'єн, в'єтнамський поет і письменник (*1920)
20 червня — Дона Дрейк, американська акторка, співачка і танцюристка (*1914)
20 червня — Траян Дорц, румунський поет (*1914)
20 червня — Хасан Іззеттін Динамо, турецький письменник (*1909)
21 червня — Лі Калгун, американський легкоатлет, який спеціалізувався в бігу з бар'єрами (*1933)
21 червня — Бйорн Скааре, норвезький хокеїст (*1958)
21 червня — Саймон ван Коллем, голландський журналіст і телережисер (*1919)
22 червня — Менахем Штерн, ізраїльський історик, академік (*1925)
23 червня — Каюм Назар, пакистанський поет мовою урду (*1914)
23 червня — Мішель Афлак, сирійський філософ, соціолог і арабський націоналіст (*1910)
23 червня — Хоу Юлі, тайванський торговець тканинами та підприємець (*1900)
24 червня — Романов Василь Олександрович, князь крові імператорської, син великого князя Олександра Михайловича і великої княгині Ксенії Олександрівни, онук імператора Олександра Третього і правнук імператора Миколи Першого (*1907)
24 червня — Хібарі Місора, японська співачка, акторка та культурна ікона (*1937)
25 червня — Оное Шороку (2 покоління), японський актор кабукі (*1913)
26 червня — Кулик Василь Сергійович, радянський серійний вбивця, ґвалтівник, педофіл і геронтофіл (*1956)
27 червня — Альфред Джулс Еєр, англійський філософ і логік (*1910)
28 червня — Йоріс Івенс, нідерландський кінорежисер (*1898)
29 червня — Габор Іхаш, угорський пісняр (*1946)
30 червня — Гілмар Баунсгаард, прем'єр-міністр Данії з 1968 по 1971 рік (*1920)
30 червня — Плятт Ростислав Янович, радянський російський актор театру і кіно, майстер художнього слова (*1908)
червень — Захра Кіа, іранська дослідниця, письменниця та перекладачка (*1912)

## Липень

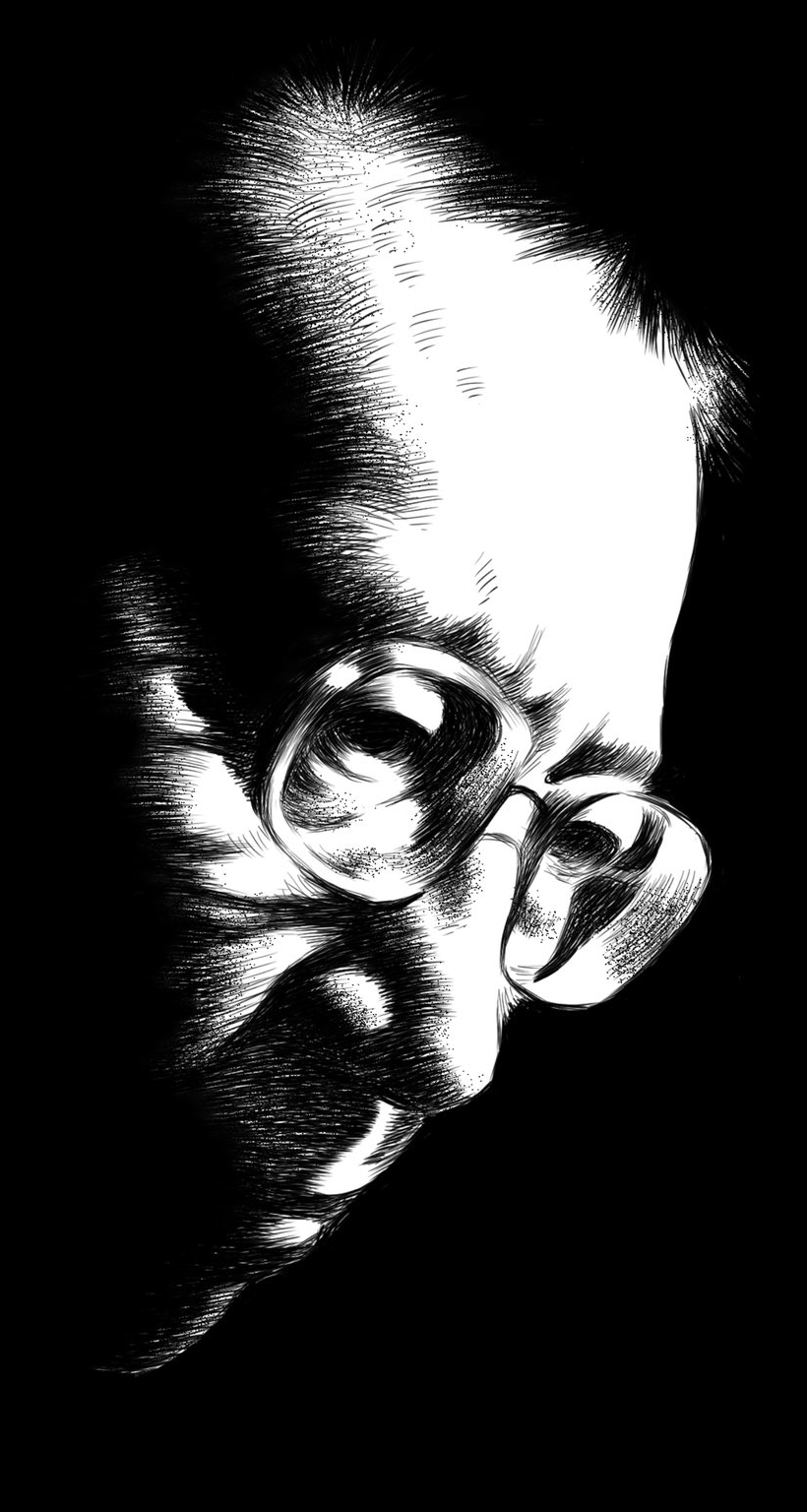
Лю Сяобо
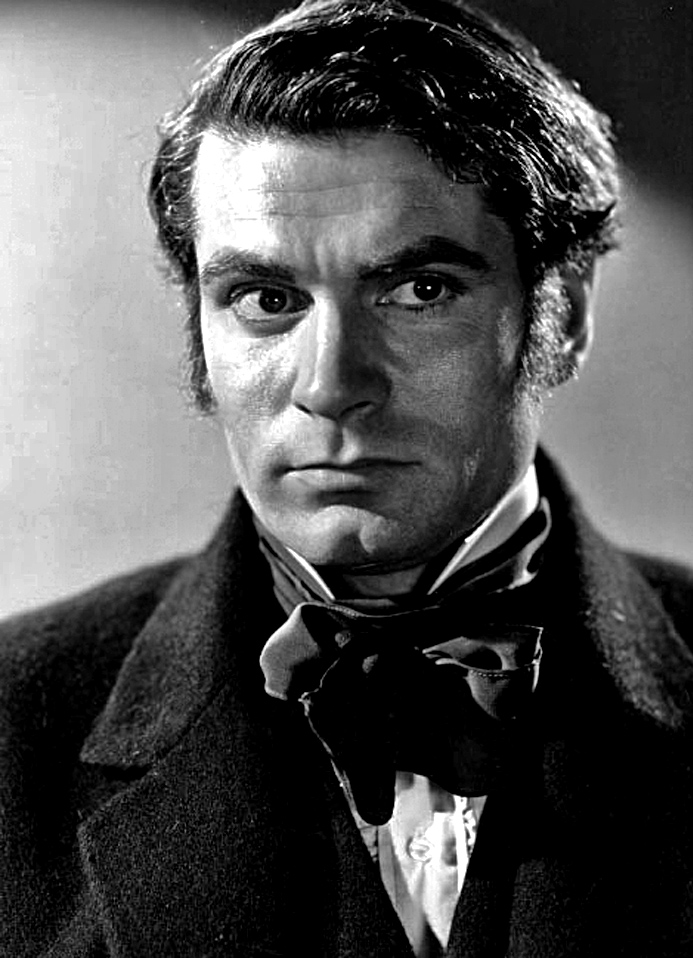
Лоуренс Олів'є
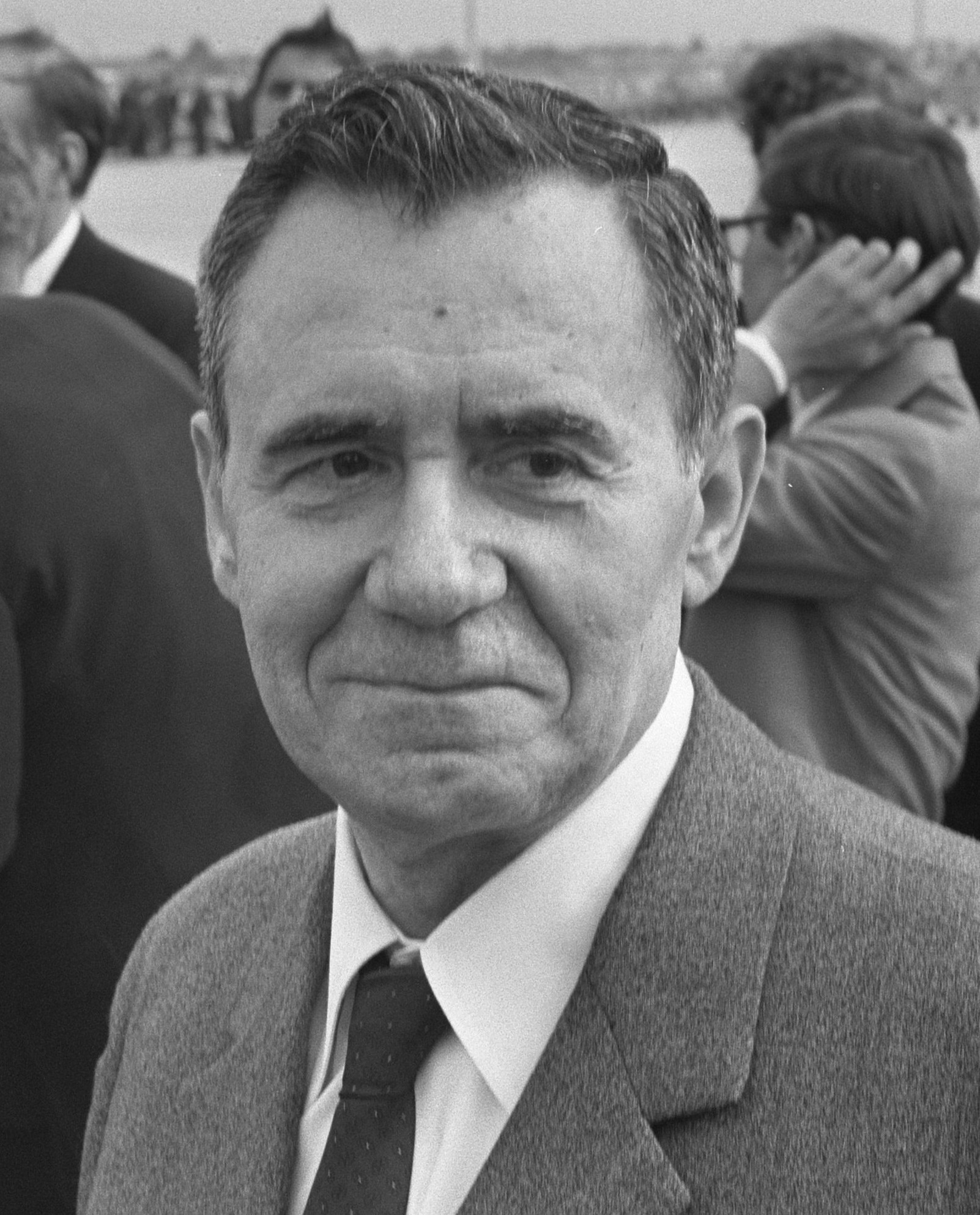
Андрій Громико
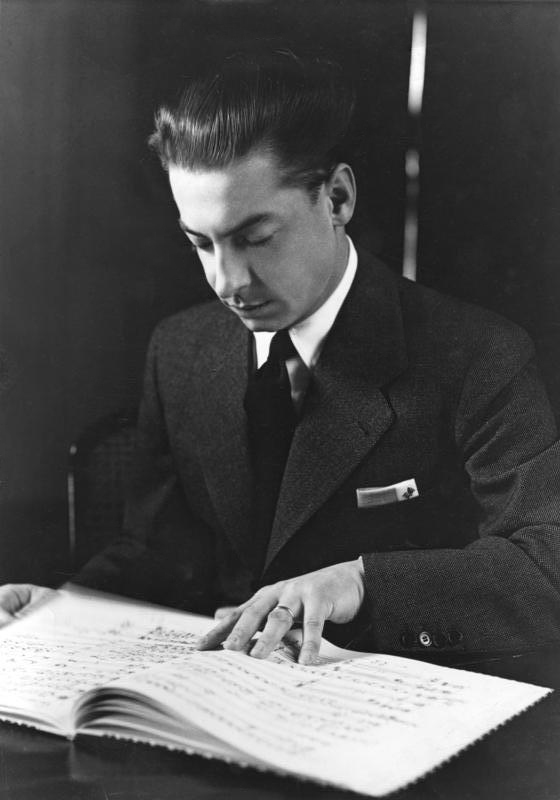
Герберт фон Караян
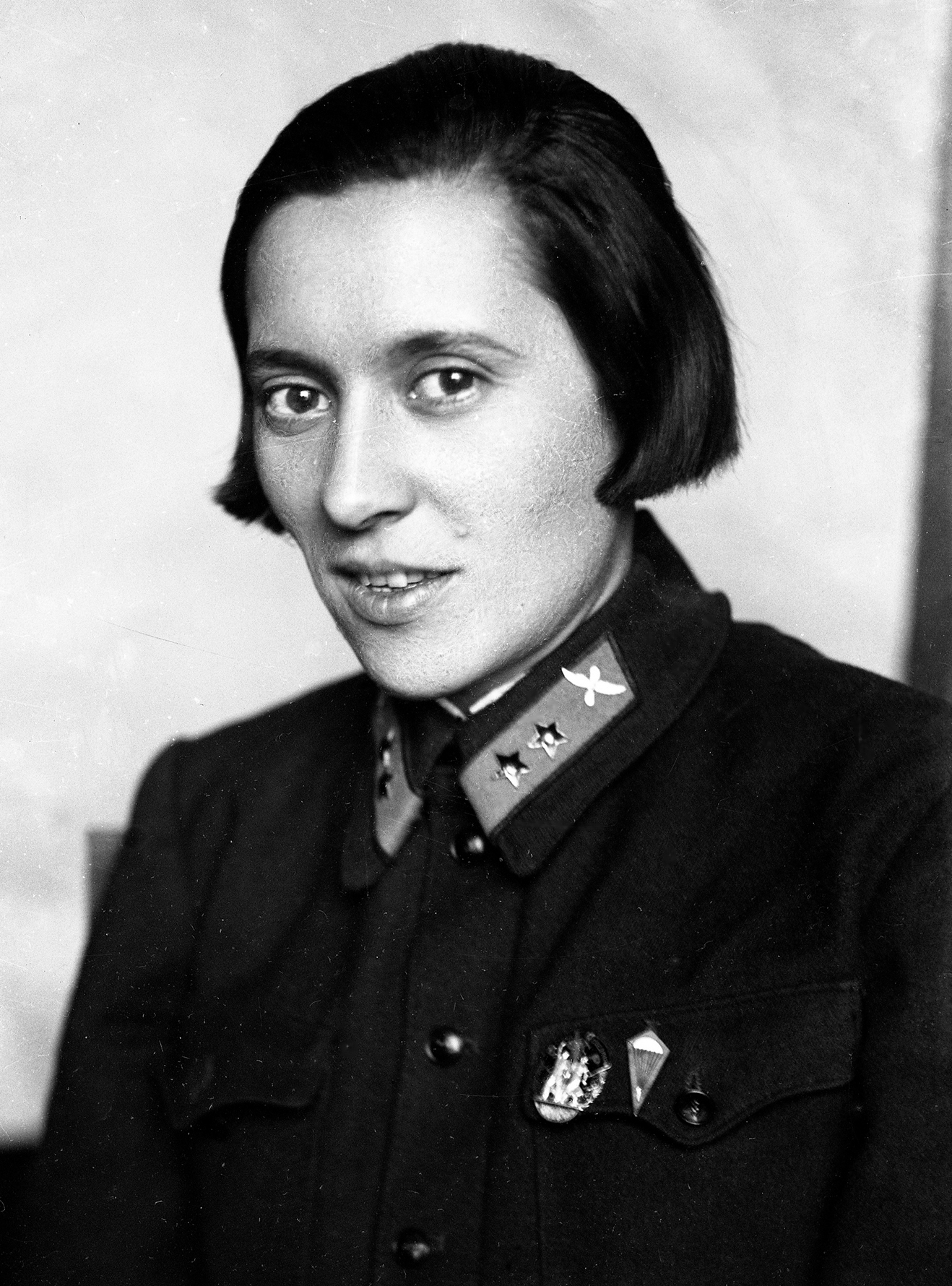
Лейла Мамедбекова
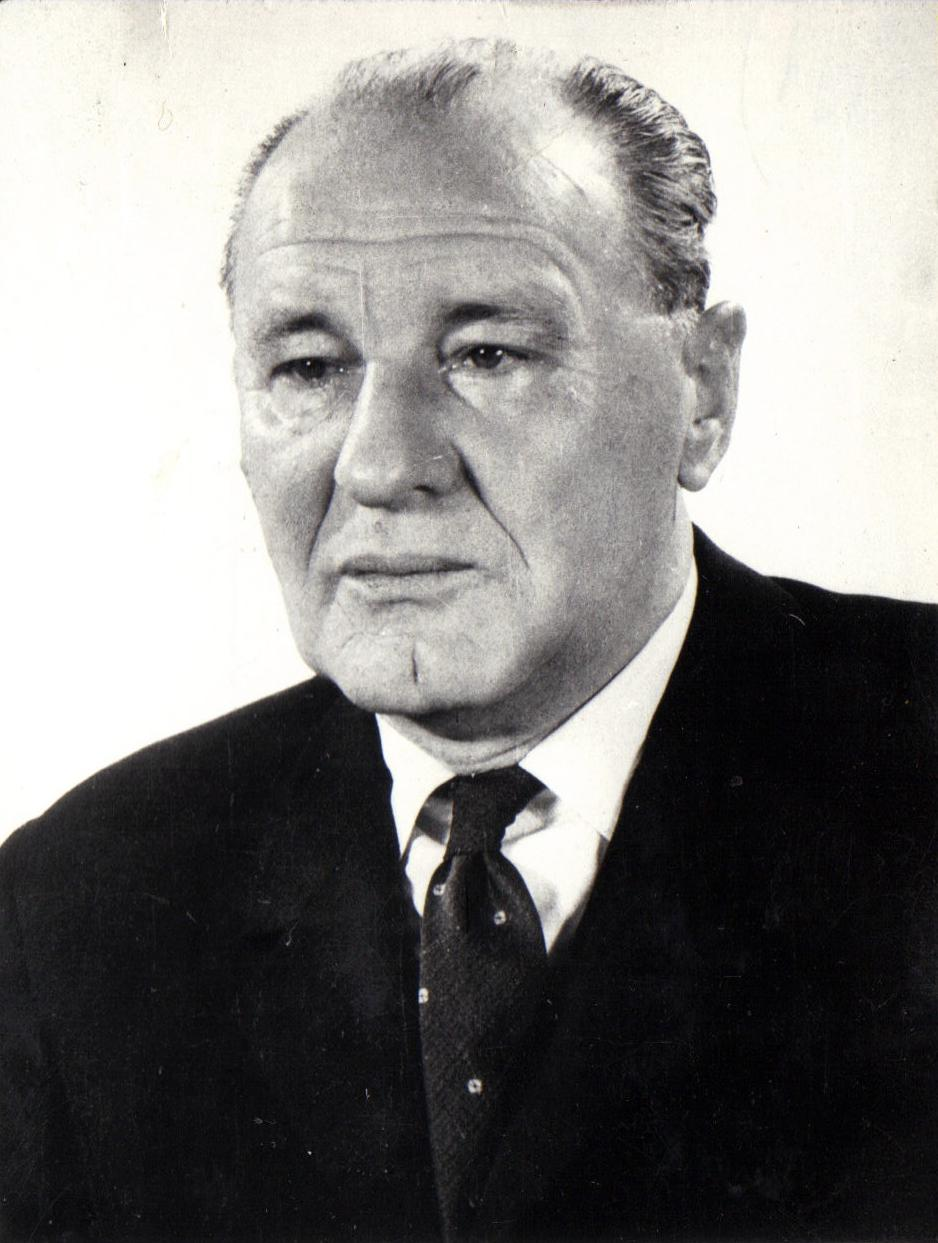
Янош Кадар
Платон Майборода

2 липня — Громико Андрій Андрійович, радянський дипломат білоруського походження, міністр закордонних справ СРСР (1957—1985) (*1909)
2 липня — Франклін Шеффнер, американський режисер кіно та телебачення (*1920)
2 липня — Вілфрід Селларс, американський філософ (*1912)
2 липня — Хасан Есат Ішик, турецький дипломат і політик (*1916)
3 липня — Джим Бекус, американський актор (*1913)
4 липня — Мамедбекова Лейла Алескер-кизи, азербайджанська льотчиця, перша жінка-льотчик на Кавказі, а також у всій Південній Європі та Передній Азії (*1909)
4 липня — Джек Хейг, британський актор (*1913)
4 липня — Нельсон Салліван, американський відеооператор (*1948)
5 липня — Артур Біспо до Розаріо, бразильський художник, який через шизофренію перебував у психіатричних закладах майже 50 років (*1911)
6 липня — Жан Буїз, французький актор (*1929)
6 липня — Янош Кадар, керівник соціалістичної Угорщини (1956—1988), Герой Радянського Союзу (*1912)
7 липня — Ірен Бернасконі, аргентинська морська біологиня (*1896)
7 липня — Моше Кол, ізраїльський сіоністський політик (*1911)
8 липня — Майборода Платон Іларіонович, український композитор (*1918)
9 липня — Абдулла Каннун, марокканський юрист, письменник, історик, поет, вчений і журналіст (*1908)
10 липня — Мел Бланк, американський актор озвучування і комедіант (*1908)
10 липня — Абдул Латіф Аль-Талбані, єгипетський актор і співак (*1936)
11 липня — Лоуренс Олів'є, британський актор театру та кіно, режисер, продюсер (*1907)
11 липня — Мумтаз Енер, турецький кіноактор, режисер, сценарист і актор озвучування (*1907)
12 липня — Гончарук Іван Савич, український військовик, вояк УПА, член ОУН, останній вояк УПА, страчений радянським режимом (*1925)
13 липня — Лю Сяобо, китайський правозахисник, лауреат Нобелівської премії миру 2010 (*1955)
13 липня — Абдул Рахман Касимлу, іранський курдський політик (*1930)
13 липня — Давуд Меншизаде, іранський нацист (*1914)
14 липня — Саїд Аль-Саєд Бадір, єгипетський вчений (*1949)
15 липня — Лорі Каннінгем, англійський футболіст (*1956)
15 липня — Марія Кунцевічова, польська письменниця (*1895)
15 липня — Теїчі Судзукі, офіцер японської армії, урядовець, воєнний злочинець (*1888)
16 липня — Герберт фон Караян, австрійський диригент (*1908)
16 липня — Ніколас Гільєн, кубинський поет (*1902)
18 липня — Ребекка Шеффер, американська акторка та модель (*1967)
18 липня — Шмуель Роданський, ізраїльський актор (*1902)
19 липня — Беньямін Тамуз, ізраїльський письменник (*1919)
19 липня — Казімеж Саббат, польський політичний і державний діяч, прем'єр-міністр уряду Польщі у вигнанні (1976—1986) і президент Польщі (у вигнанні) з 1986 р. (*1913)
19 липня — Карл Хайнц Шрот, австро-німецький актор, режисер, радіодиктор і актор озвучування (*1902)
20 липня — Воропай Олекса Іванович, український етнограф, фольклорист, біолог, мемуарист і письменник в еміграції (*1913)
20 липня — Лауро Корона, бразильський актор (*1957)
20 липня — Хуан Карлос Альтавіста, аргентинський актор і комік (*1929)
21 липня — Осман Гані, бангладешський вчений-агрохімік, академік (*1912)
22 липня — Джанет Лі Був'є, американська світська левиця, мати першої леді США Жаклін Кеннеді (*1907)
23 липня — Дональд Бартелмі, американський письменник-постмодерніст (*1931)
25 липня — Леві Іцхак Бендер, ізраїльський ультраортодоксальний бреславський рабин (*1897)
25 липня — Стів Рубелл, американський підприємець і співвласник нью-йоркської дискотеки Studio 54 (*1943)
29 липня — Освальдо Брандао, бразильський футболіст і футбольний тренер (*1916)
30 липня — Лейн Фрост, американський професійний родео-ковбой (*1963)
31 липня — Чжоу Ян, китайський теоретик літератури, перекладач і марксистський мислитель (*1907)

## Серпень

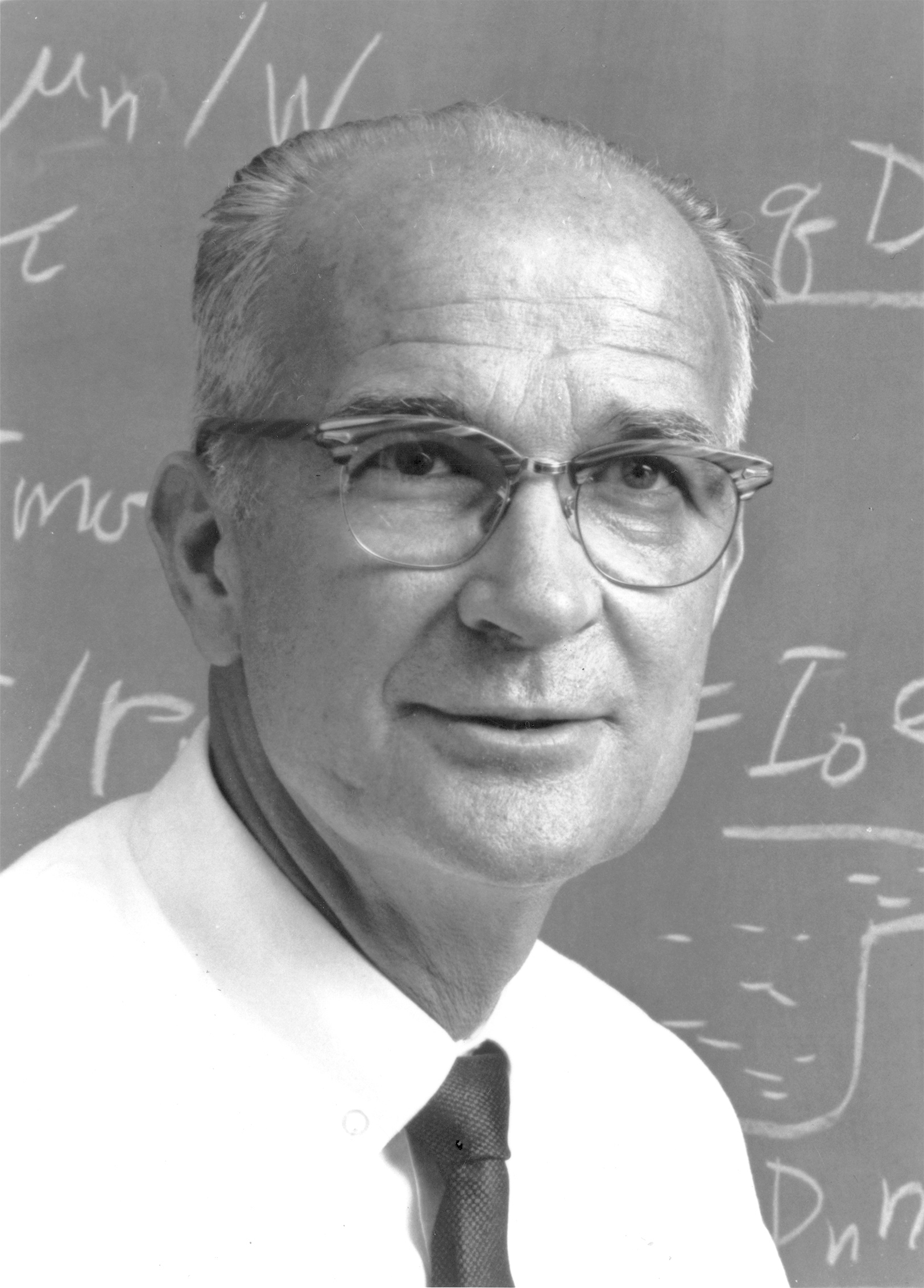
Вільям Бредфорд Шоклі
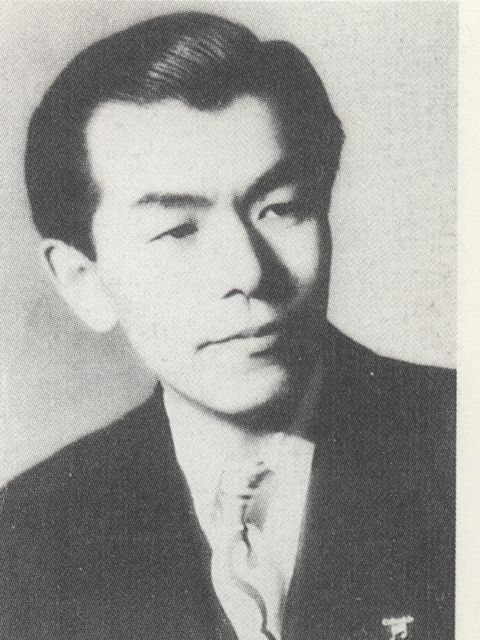
Юдзі Косекі
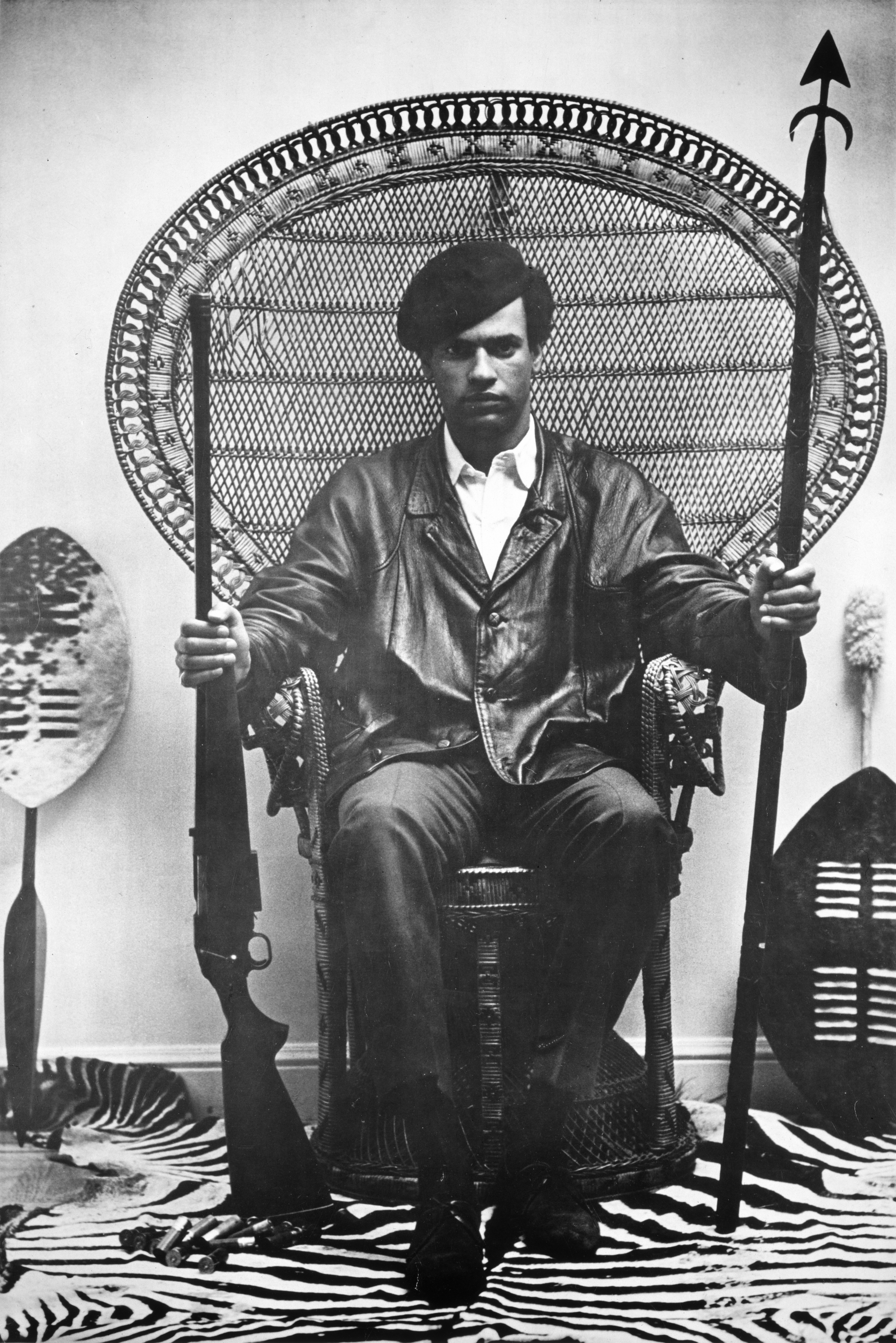
Г'юї Персі Ньютон

2 серпня — Луїс Гонзага, бразильський співак, автор пісень, музикант і поет (*1912)
3 серпня — Антонія Бріко, американська диригентка та піаністка голландського походження (*1902)
3 серпня — Марія Шелґовська, польська інженер-хімік, вояк Армії Крайової, учасниця Варшавського повстання, після війни — у підпіллі (*1905)
3 серпня — Улла Шьоблом, шведська акторка та співачка (*1927)
4 серпня — Мохаммад Тагі Ріахі, іранський політик, військовик (*1910/1911)
5 серпня — Антоніно Агостіно, італійський поліцейський (*1961)
7 серпня — Міра Траілович, сербська та югославська театральна режисерка та культурна менеджерка (*1924)
11 серпня — Гаус Бахш Бізенджо, пакистанський політик із Белуджистану (*1917)
11 серпня — Джон Мейлон, австралійський персонажний актор (*1934)
12 серпня — Вільям Бредфорд Шоклі, американський винахідник, фізик і євгенік, Нобелівська премія з фізики 1956 (*1910)
12 серпня — Аймо Койвунен, фінський солдат у радянсько-фінській війні (1941—1944) (*1917)
13 серпня — Віллі де Брейн, бельгійська велогонщиця (*1914)
13 серпня — Тім Річмонд, американський автогонщик (*1955)
14 серпня — Берген, турецька співачка (*1958)
14 серпня — Лі Бьондо, південнокорейський історик, професор університету, письменник і політик (*1896)
15 серпня — Мінору Генда, японський військовий діяч і політик, генерал (*1904)
15 серпня — Лі На Чан, південнокорейський демократичний активіст, який помер за загадкових обставин (*1962)
16 серпня — Аманда Блейк, американська акторка (*1929)
16 серпня — Антон Нільсон, шведський соціаліст (*1887)
16 серпня — Ле Тхань Нгі, в'єтнамський політик (*1911)
18 серпня — Імре Немет, угорський легкоатлет, який спеціалізувався в метанні молота (*1917)
18 серпня — Луїс Карлос Галан, колумбійський журналіст і політик, жертва наркомафії (*1943)
18 серпня — Берт Остербош, нідерландський велогонщик (*1957)
18 серпня — Вальдемар Франклін Кінтеро, колумбійський поліцейський, який боровся з наркомафією (*1941)
18 серпня — Юдзі Косекі, японський композитор (*1909)
21 серпня — Рауль Сейшас, бразильський співак, автор пісень, продюсер і мультиінструменталіст (*1945)
22 серпня — Г'юї Персі Ньютон, афроамериканський революціонер, співзасновник партії «Чорна пантера» (*1942)
22 серпня — Діана Вріланд, французько-американська журналістка, модна редакторка, публіцистка, світська особа (*1903)
22 серпня — Яковлєв Олександр Сергійович, радянський авіаконструктор, генерал-полковник авіації, академік (*1906)
22 серпня — Ліллебіль Ібсен, норвезька акторка і танцюристка (*1899)
23 серпня — Рональд Девід Леїнг, шотландський психіатр, письменник (*1927)
25 серпня — Френкель Ян Абрамович, радянський композитор (*1920)
26 серпня — Ірвінг Стоун, американський письменник (*1903)
26 серпня — Ганс Бьорлі, норвезький поет (*1918)
31 серпня — Кожум'яка Степан Демидович, український інженер-мостобудівник, філолог, дисидент, громадський діяч (*1898)

## Вересень

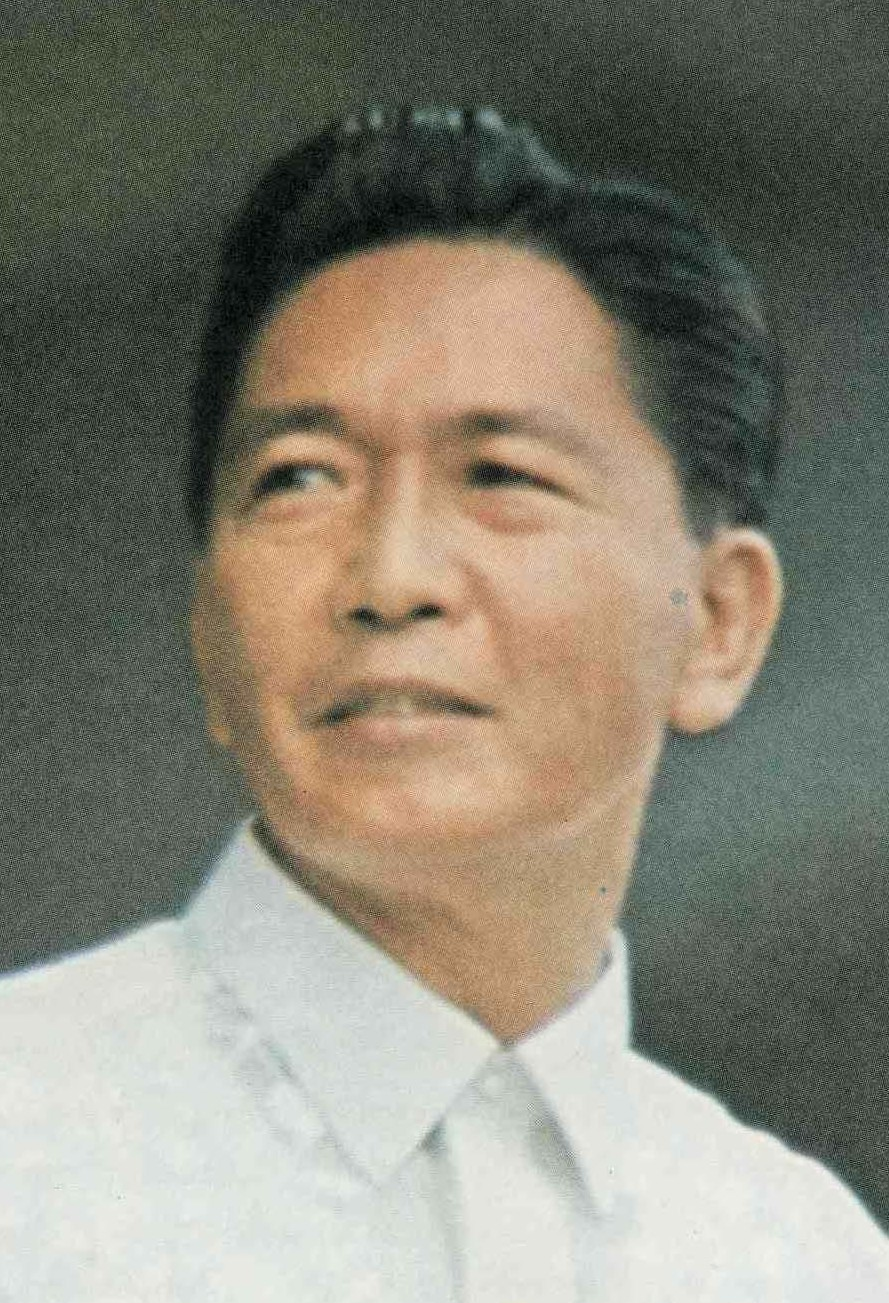
Фердинанд Маркос
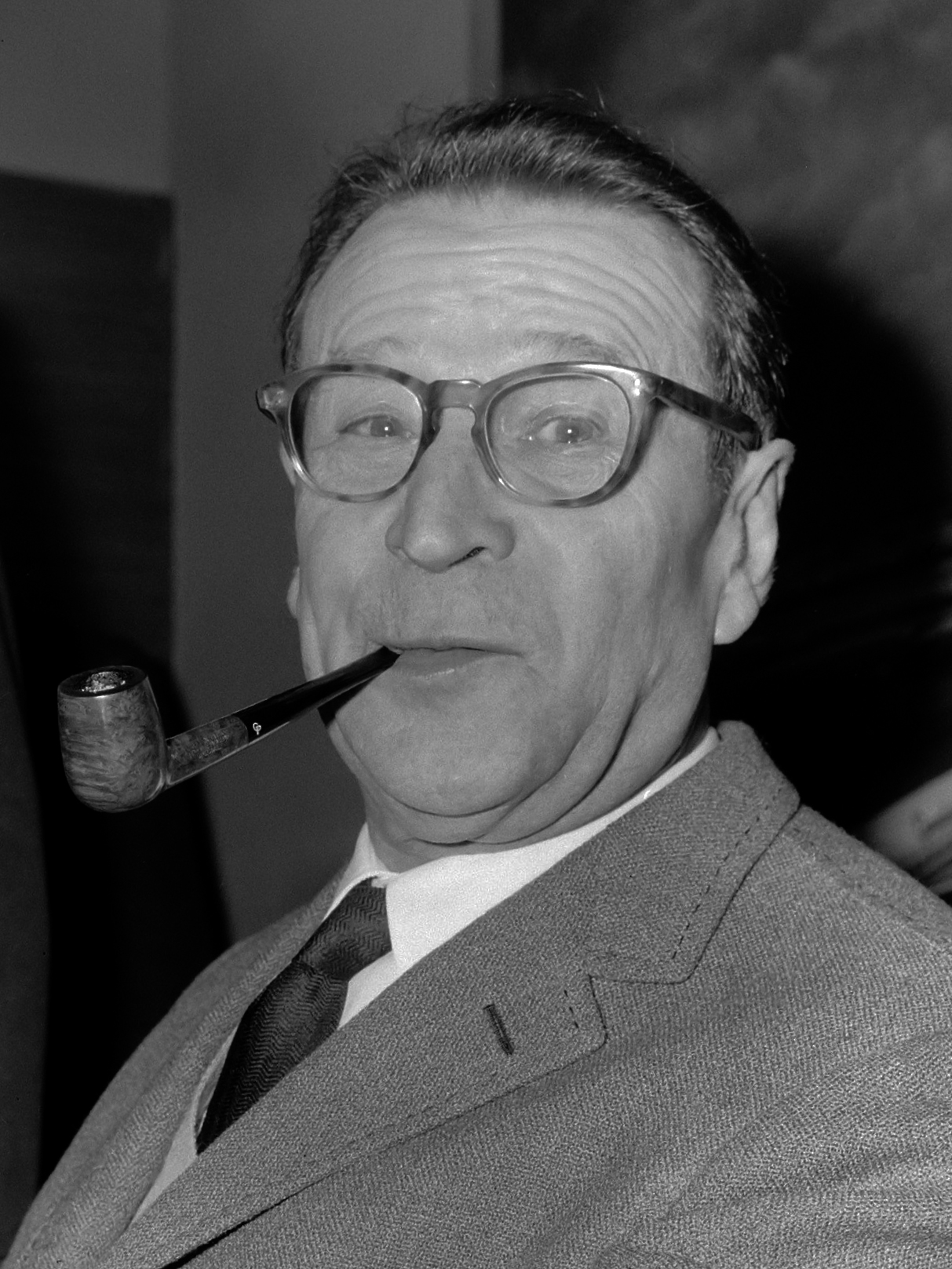
Жорж Сіменон

1 вересня — Азізур Рахман, прем'єр-міністр Бангладеш (1979—1982) (*1925)
1 вересня — Велтистов Євген Серафимович, російський радянський письменник і сценарист (*1934)
1 вересня — Казімеж Дейна, польський футболіст (*1947)
1 вересня — Авіва Урі, ізраїльська художниця (*1922)
1 вересня — Пол Чанг, гонконгський актор, ведучий та ді-джей (*1959)
3 вересня — Гаетано Ширеа, італійський футболіст, футбольний тренер (*1953)
3 вересня — Жак де Башер, французький денді, учасник джет-сету, супутник Карла Лагерфельда та коханець Іва Сен-Лорана (*1951)
4 вересня — Жорж Сіменон, франкомовний письменник бельгійського походження (*1903)
4 вересня — Зенон Клишко, польський комуністичний політик (*1908)
4 вересня — Садік Камангар, курдський комуністичний політичний активіст в Ірані (*1946)
5 вересня — Ріт Віланд Лос, нідерландська акторка (*1923)
6 вересня — Зейнал Абідін Пагаралам, індонезійський політик (*1916)
6 вересня — Мохаммад Ібрагім, бангладешський лікар (*1911)
7 вересня — Омар Алі Сайфуддін III, 29-й султан Брунею з 1950 до 1967 р. (*1914)
9 вересня — Федоров Олексій Федорович, радянський військовий, партійний і державний діяч, учасник Німецько-радянської війни, генерал-майор, двічі Герой Радянського Союзу, за національністю українець (*1901)
9 вересня — Радхарані Деві, бенгальська поетеса (*1903)
10 вересня — Кусно Данупойо, борець за незалежність Індонезії (*1913)
13 вересня — Ар'є Дулчін, ізраїльський політик (*1913)
13 вересня — Ю Тенг-фа, тайванський політик (*1904)
14 вересня — Перес Прадо, кубинський піаніст, композитор і аранжувальник (*1916)
15 вересня — Роберт Пенн Воррен, американський письменник, літературний критик і поет (*1905)
15 вересня — Гедвіга Гьосс, дружина начальника концтабору Аушвіц Рудольфа Гьосса (*1908)
16 вересня — Сливко Анатолій Омелянович, радянський серійний вбивця і педофіл (*1938)
16 вересня — Стівен Стайнер, американська жертва викрадення (*1965)
18 вересня — Олександра Шльонська, польська акторка (*1925)
19 вересня — Франц Фішер, німецький штурмшарфюрер СС і фанатичний переслідувач євреїв у Другій світовій війні (*1901)
20 вересня — Доан Фу Ту, в'єтнамський драматург, поет і перекладач довоєнного періоду (*1910)
20 вересня — Михайло Андреєвич, сербський лікар, футболіст і футбольний діяч (*1898)
20 вересня — Річі Гінтер, американський автогонщик (*1930)
20 вересня — Туті Індра Малаон, індонезійська акторка (*1939)
20 вересня — Чень Бода, китайський політичний діяч і комуністичний теоретик (*1904)
21 вересня — Ертем Еґілмез, турецький сценарист, продюсер і режисер (*1929)
21 вересня — Коррадо Гайпа, італійський актор і актор озвучування (*1925)
22 вересня — Ірвінг Берлін, американський композитор (*1888)
23 вересня — Абу Хена Мустафа Камаль, бангладешський вчений, поет і письменник (*1936)
26 вересня — Хемант Кумар, індійський музичний керівник та співак (*1920)
28 вересня — Фердинанд Маркос, президент та диктатор Філіппін (1966—1986) (*1917)
28 вересня — Соеросо Правірохарджо, індонезійський ректор університету (*1935)
29 вересня — Анджей Курек, польський журналіст і популяризатор науки (*1947)
29 вересня — Гассі Буш, американський пивоварний магнат (*1899)
29 вересня — Гуннар Віклунд, шведський співак шлягерів (*1935)
29 вересня — Жан-Луї Тіксіє-Віньянкур, французький ультраправий юрист і політик (*1907)
30 вересня — Оскар Давичо, сербський письменник і перекладач, поет-сюрреаліст, партійний діяч (КПЮ), журналіст, у роки Другої світової війни учасник руху опору в Югославії (*1909)
30 вересня — Вірджил Томсон, американський композитор і критик (*1896)
30 вересня — Хюй Тан Фат, президент Республіки Південний В'єтнам (1969—1976) (*1913)

## Жовтень

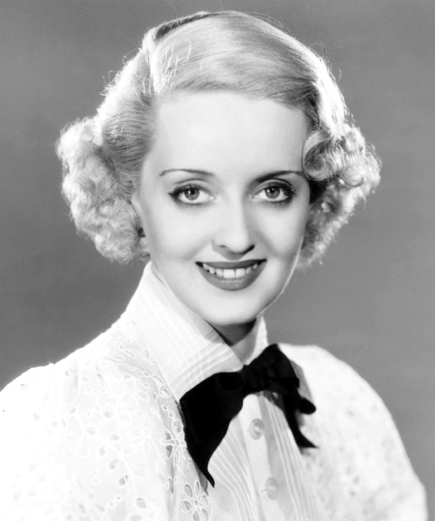
Бетті Девіс
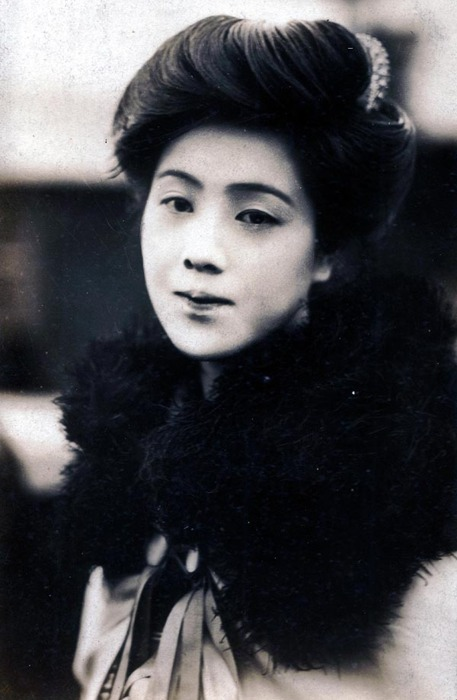
Кумеко Урабе
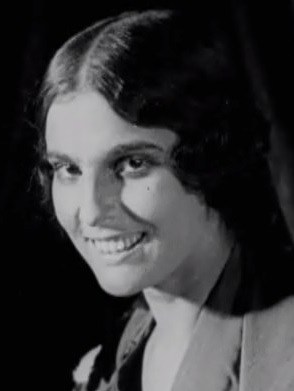
Юлія Солнцева

1 жовтня — Вокач Олександр Андрійович, радянський актор театру та кіно (*1926)
1 жовтня — Мануель Клутьє, мексиканський політик, агроном і бізнесмен (*1934)
2 жовтня — Вітторіо Капріолі, італійський актор, режисер, сценарист і артист кабаре (*1921)
3 жовтня — Бахадур Хоссейн Хан, бангладешський музикант, композитор і гравець на сароді (*1931)
4 жовтня — Грехем Чепмен, британський комедійний актор та сценарист, учасник комік-групи Монті Пайтон (*1941)
4 жовтня — Ноель-Ноель, французький актор та сценарист (*1897)
4 жовтня — Лютеро Варгас, бразильський лікар, політик і дипломат, старший син президента Жетулью Варгаса та першої леді Дарсі Варгас (*1912)
6 жовтня — Бетті Девіс, американська акторка театру, кіно та телебачення (*1908)
6 жовтня — Ґенкі Абе, японський чиновник, політик і юрист (*1894)
9 жовтня — Еркумент Каракан, турецький журналіст (*1921)
9 жовтня — Юсуф Атилган, турецький письменник і педагог (*1921)
11 жовтня — Пол Шенар, американський актор і театральний режисер (*1936)
11 жовтня — Хамдан бін Мохаммед бін Халіфа Аль Нахаян, старший син еміратського шейха Мухаммеда бін Халіфа Аль Нахайяна, урядовець (*?)
11 жовтня — Цзен Сяньчжи, китайська військова і політична діячка (*1910)
13 жовтня — Чезаре Дзаваттіні, італійський письменник, сценарист, теоретик кіно (*1902)
13 жовтня — Фред Агабашян, американський автогонщик (*1913)
14 жовтня — Дов Садан, ізраїльський дослідник літератури на їдиш та івриті, письменник та перекладач, академік (*1902)
15 жовтня — Данило Кіш, сербський письменник (*1935)
15 жовтня — Абдулла бін Ібрагім Аль-Ансарі, катарський релігієзнавець (*1914)
15 жовтня — Міхал Рола-Жимерський, польський військовик і комуністичний діяч (*1890)
16 жовтня — Корнел Вайльд, угорсько-американський актор і режисер (*1912)
17 жовтня — Мортеза Ханане, іранський музикант і композитор (*1923)
18 жовтня — Георгіна фон Вільчек, принцеса Ліхтенштейну в 1943—1989 рр., дружина князя Франца Йосифа II (*1921)
20 жовтня — Дан Бен-Амоц, ізраїльський письменник і журналіст, радіоведучий, драматург (*1924)
20 жовтня — Алпай Ізер, турецький актор і письменник (*1944)
20 жовтня — Ентоні Квейл, британський актор, театральний режисер і прозаїк (*1913)
21 жовтня — Еліс Сендберг, шведський ветеринар (*1910)
22 жовтня — Джейкоб Веттерлінг, американський хлопчик, жертва резонансного вбивства (*1978)
22 жовтня — Рамон Тріас Фаргас, каталонський політик (*1922)
22 жовтня — Юен МакКолл, англійський народний співак, автор пісень, колекціонер фольклору, робітничий активіст і актор (*1915)
24 жовтня — Єжи Кукучка, польський альпініст (*1948)
24 жовтня — Керол Енн Стюарт, американка, жертва резонансного вбивства (*1959)
24 жовтня — Гопал Гурунат Беур, старший офіцер індійської армії, індійський дипломат (*1916)
25 жовтня — Бхоланат Тіварі, лінгвіст гінді (*1923)
25 жовтня — Жерар Вальшап, бельгійський письменник (*1898)
25 жовтня — Мері Маккарті, американська письменниця, критик і політична активістка (*1912)
25 жовтня — Міло Джуканович, югославський і чорногорський режисер і сценарист (*1927)
26 жовтня — Чарлз Педерсен, американський хімік, лауреат Нобелівської премії з хімії 1987 (*1904)
26 жовтня — Кумеко Урабе, японська акторка (*1902)
27 жовтня — Емі Міхалєвіч, десятирічна американка, жертва резонансного вбивства (*1978)
28 жовтня — Катеб Ясін, алжирський письменник, що писав французькою та алжирською арабською мовами (*1929)
29 жовтня — Солнцева Юлія Іполитівна, українська радянська кіноакторка і кінорежисерка, друга дружина Олександра Довженка (*1901)
30 жовтня — Педро Варгас, мексиканський співак і актор (*1906)

## Листопад

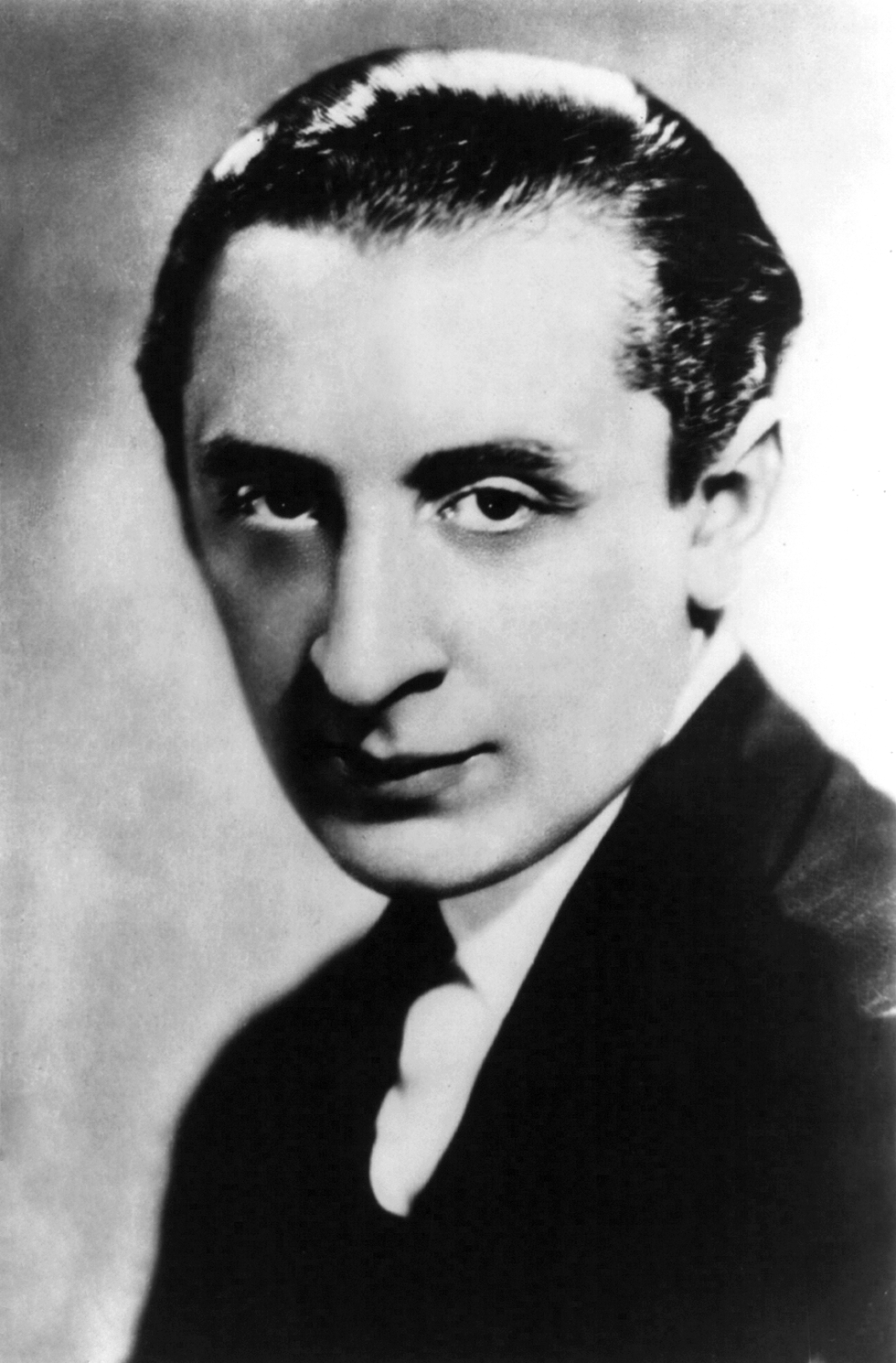
Володимир Горовиць
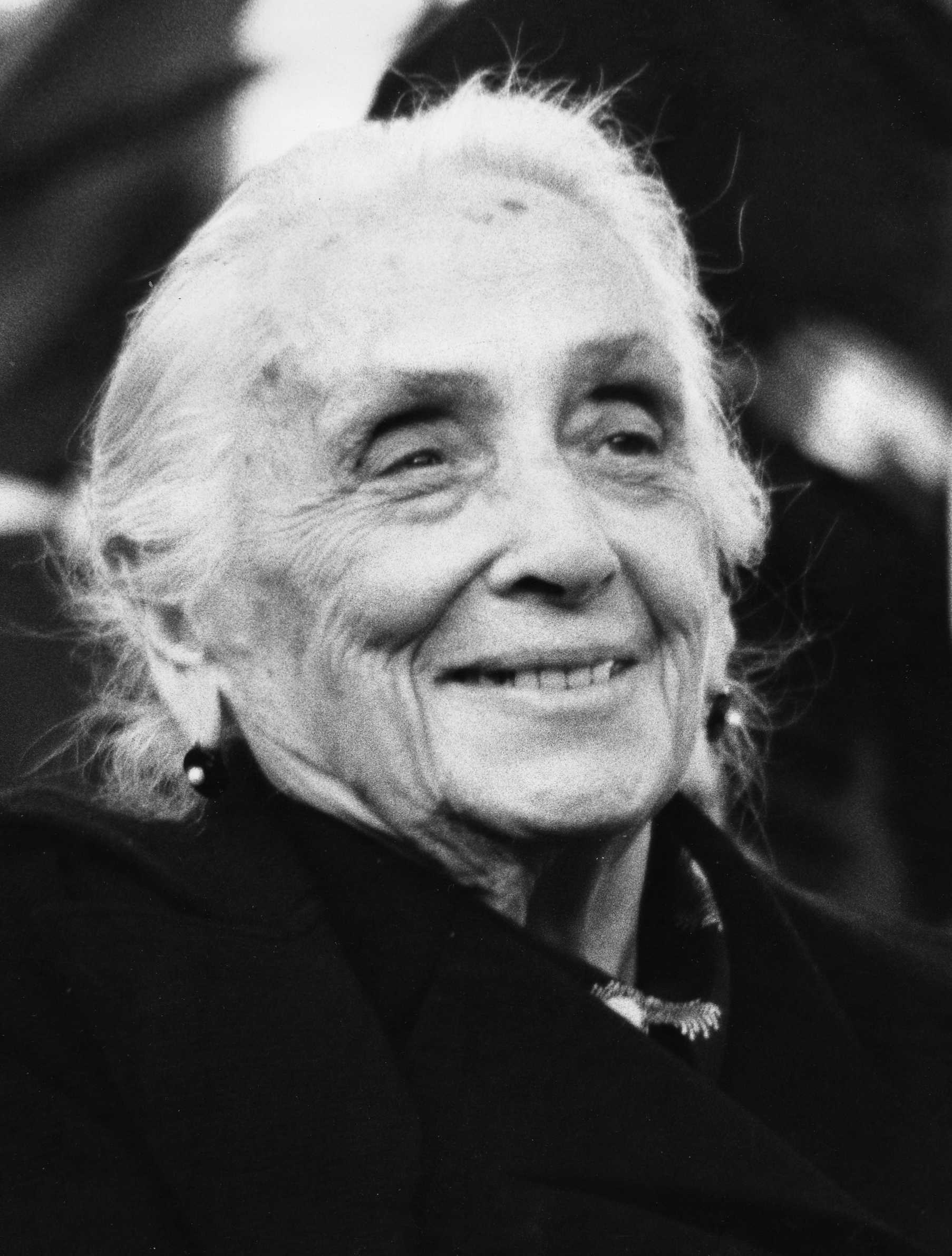
Долорес Ібаррурі
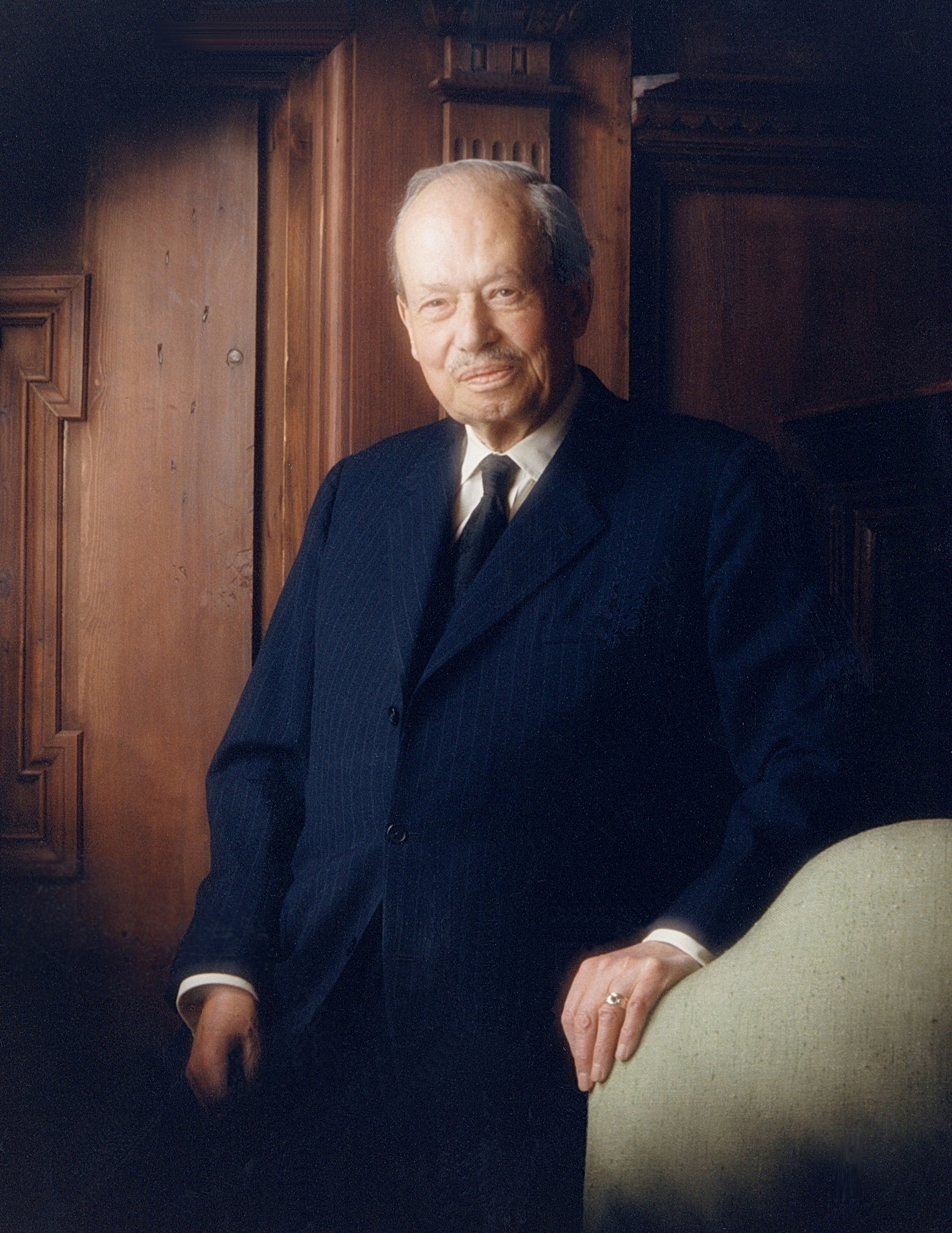
князь Франц Йосиф II

1 листопада — Гоймар фон Дітфурт, німецький психіатр і невролог, професор, а також журналіст, редактор, телеведучий і науково-популярний письменник (*1921)
1 листопада — Міхаела Рунчану, румунська співачка та викладачка вокалу (*1955)
3 листопада — Сяріф Тхаєб, індонезійський лікар, професор і державний діяч (*1920)
4 листопада — Цуцумі Сакамото, японський адвокат (*1956)
5 листопада — Горовиць Володимир Самійлович, український та американський піаніст єврейського походження (*1903)
5 листопада — Баррі Седлер, американський військовий, співак і автор пісень (*1940)
5 листопада — Беніньо Дзакканьїні, італійський лікар і політик (*1912)
5 листопада — Хасан Абдін, єгипетський актор (*1931)
6 листопада — Мукутдхар Панді, поет мовою гінді (*1895)
6 листопада — Юсаку Мацуда, японський актор (*1949)
7 листопада — Ян Скацель, чеський поет моравської національності (*1922)
8 листопада — Лен Венте, нідерландський футболіст (*1911)
9 листопада — Сарво Еді Вібово, індонезійський військовий діяч (*1925)
9 листопада — Чой Джа Сіль, протестантський пастор у Кореї (*1915)
10 листопада — Кукі Мюллер, американська акторка, письменниця (*1949)
12 листопада — Долорес Ібаррурі, іспанська політична діячка баскського походження, перший секретар Комуністичної партії Іспанії (*1895)
12 листопада — Мао Ішен, китайський інженер-мостобудівельник, академік (*1896)
13 листопада — Франц Йосиф II, князь Ліхтенштейну з 1938 р. (*1906)
14 листопада — Джиммі Мерфі, валлійський футболіст, футбольний тренер (*1910)
14 листопада — Ремі Лоран, французький актор (*1957)
14 листопада — Іскандар Мансі, єгипетський актор (*1910)
15 листопада — Алехандро Дюран, колумбійський акордеоніст, композитор і співак валленато (*1919)
15 листопада — Пол Меєр, нідерландський актор (*1915)
16 листопада — Чой Деок Шин, південнокорейський військовик, політик і релігійний лідер, перебіжчик до Корейської Народно-Демократичної Республіки (*1914)
18 листопада — Едвін Лайне, фінський режисер театру й кіно (*1905)
18 листопада — Донато Бергаміні, італійський футболіст (*1962)
19 листопада — Мохаммад Абдул Джаліл, борець за свободу Бангладеш (*1942)
20 листопада — Леонардо Шаша, італійський письменник і громадський діяч (*1921)
20 листопада — Лінн Барі, американська акторка (*1913)
20 листопада — Сігстен Герргард, шведський модельєр і законодавець моди (*1943)
20 листопада — Хірабай Бадодекар, індійська співачка (*1905)
20 листопада — Хосу Мугуруса, баскський журналіст і політик (*1958)
21 листопада — М.П. Джаярадж, індійський мафіозний гангстер (*1946)
22 листопада — Рене Муавад, президент Лівану, вбитий за кілька днів після обрання (*1925)
23 листопада — Арман Салакру, французький драматург, актор (*1899)
24 листопада — Абдулла Юсуф Аззам, палестинський ісламіст, джихадист і теолог-салафіт; наставник саудівського бойовика Усами бін Ладена (*1941)
26 листопада — Ахмед Абдаллах, президент Коморських Островів (1975, 1978—1989) (*1919)
26 листопада — Гуннар Хедлунд, шведський політик, юрист, державний службовець і міністр (*1900)
27 листопада — Карлос Наварро, іспанський політик, прибічник Франсіско Франко, прем'єр-міністр Іспанії (1973—1976) (*1908)
27 листопада — Томаш Гарбізу, баскський музикант (*1901)
27 листопада — Фетхі Теветоглу, турецький лікар, письменник, енциклопедист і політик (*1916)
28 листопада — Арсені Бока, румунський православний священник (*1910)
28 листопада — Факір Шахабуддін, бангладешський політик і юрист (*1924?)
29 листопада — Ейдельман Натан Якович, російський письменник, історик, викладач, літературознавець українського походження (*1930)
29 листопада — Аннабелла Ск'явоне, італійська акторка (*1943)
29 листопада — Ям Кім-фай, китайська співачка кантонської опери (*1913)
30 листопада — Амаду Ахіджо, перший президент Камеруну (1960—1982) (*1924)
30 листопада — Хассан Фатхі, єгипетський архітектор (*1900)
30 листопада — Альфред Герргаузен, німецький менеджер Deutsche Bank (*1930)
30 листопада — Габріель Манек, індонезійський священик і єпископ (*1913)

## Грудень

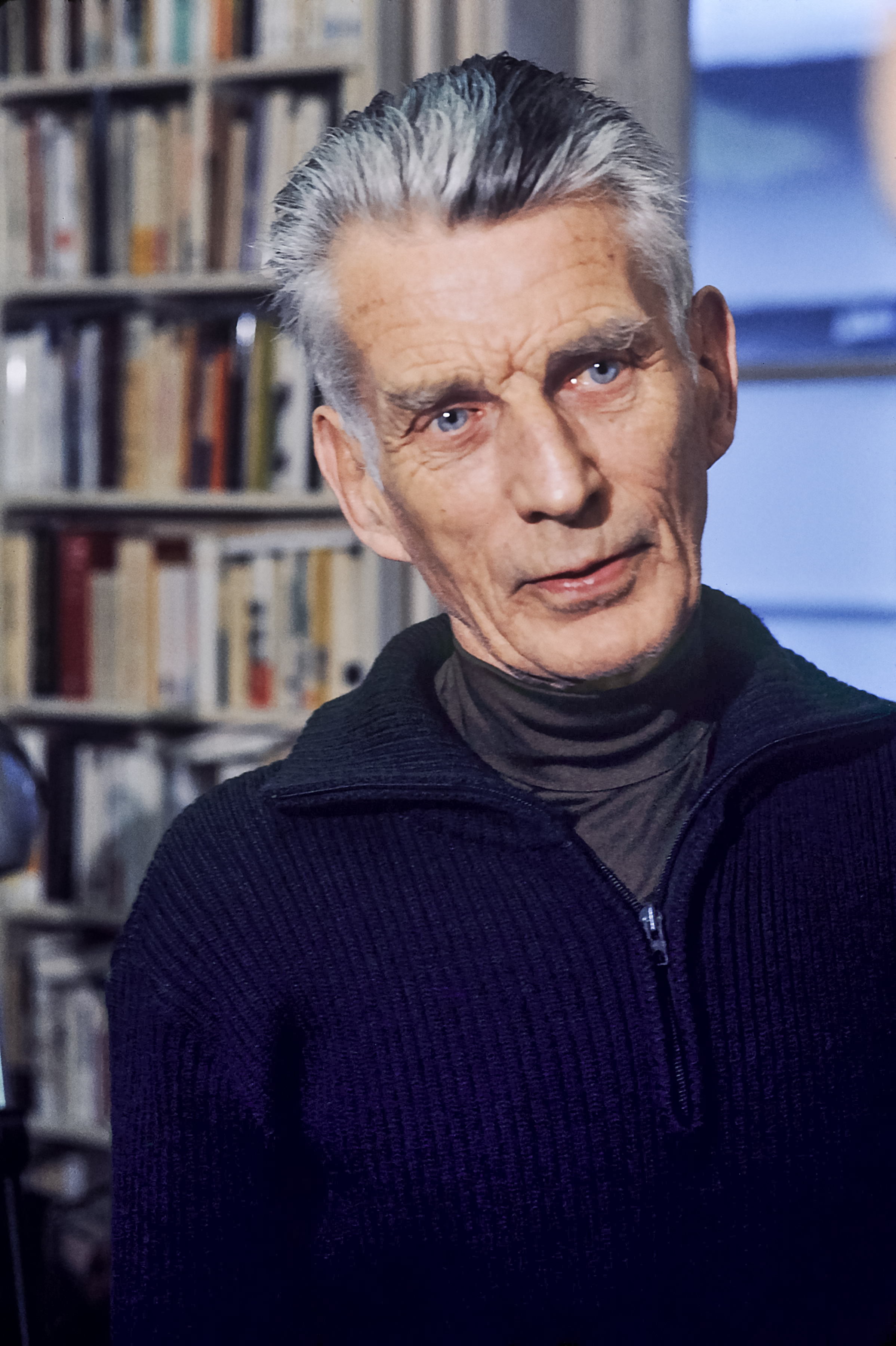
Семюел Бекет
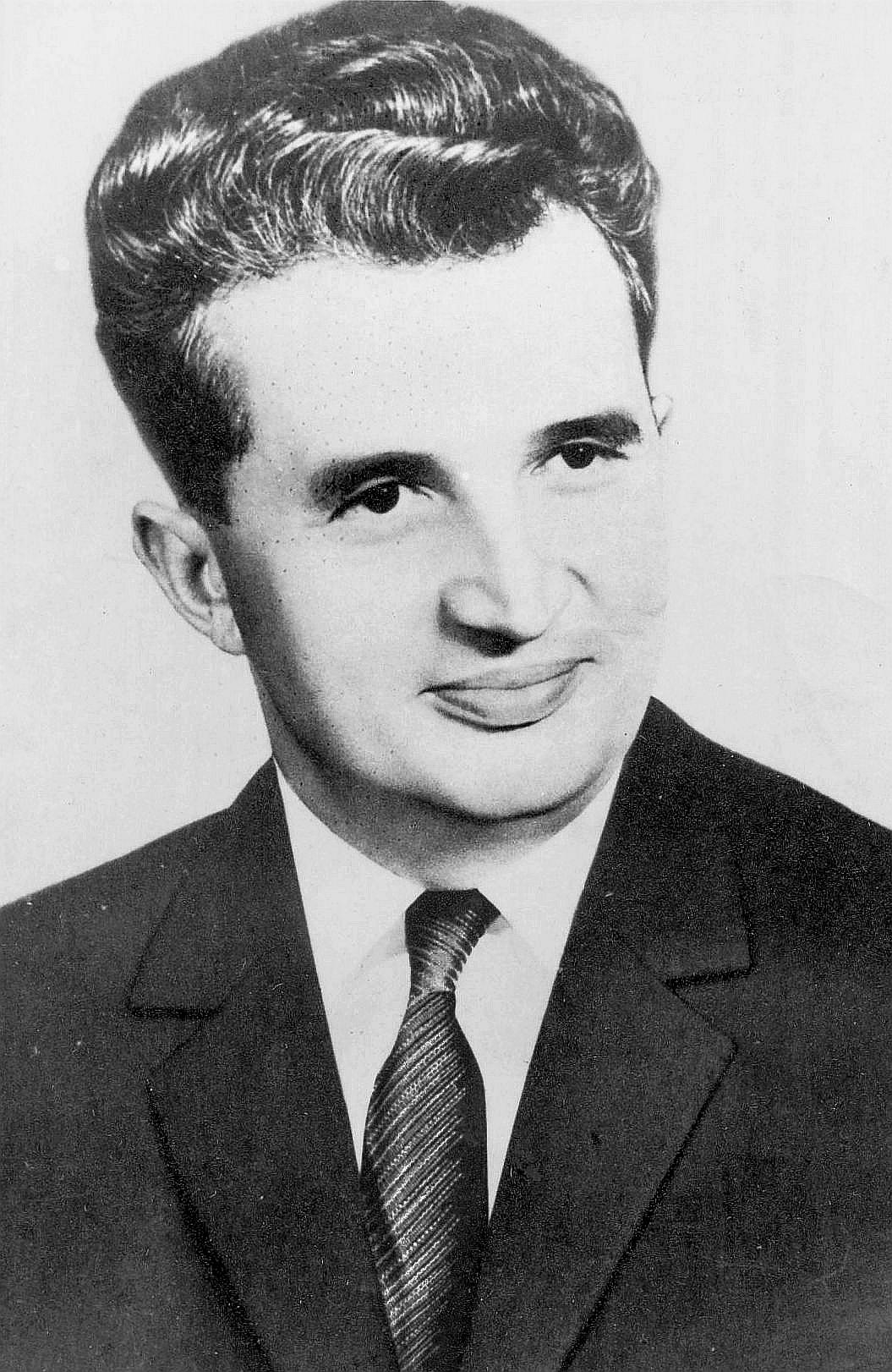
Ніколае Чаушеску
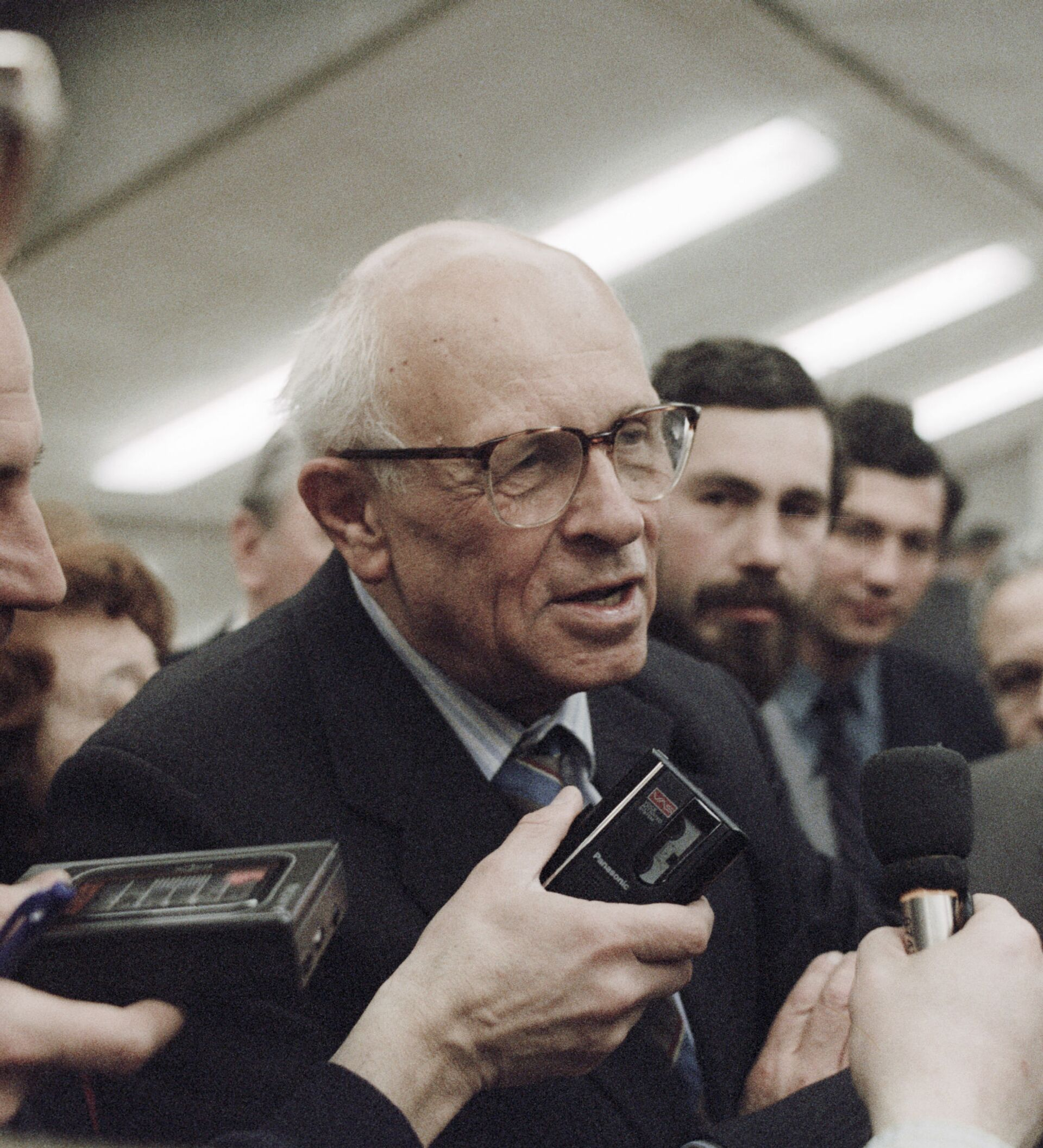
Андрій Сахаров
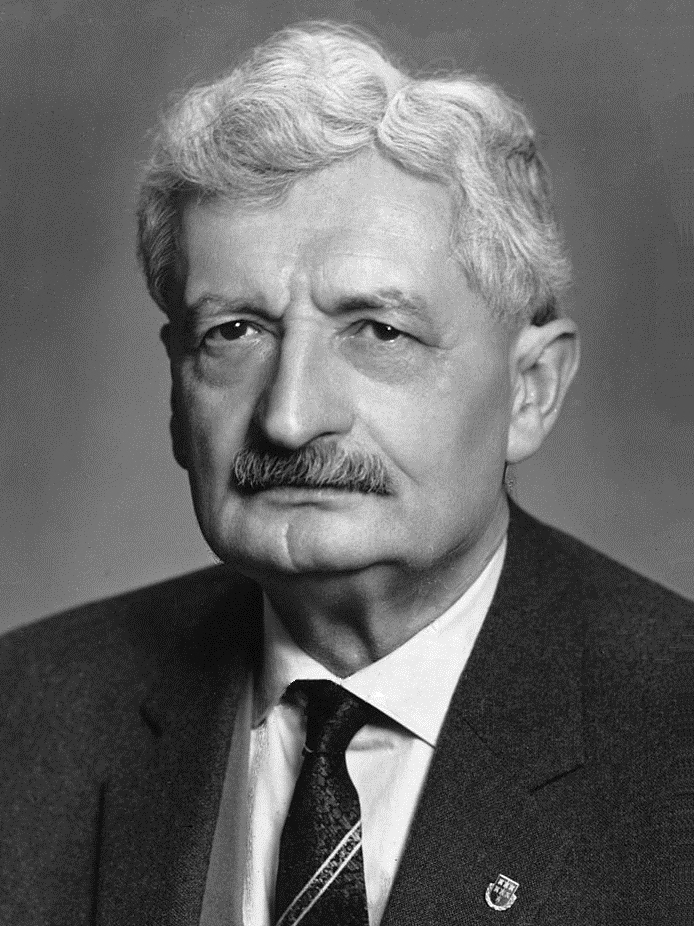
Герман Оберт

1 грудня — Елвін Ейлі, американський танцівник і хореограф (*1931)
1 грудня — Патолічев Микола Семенович, російський радянський державний і партійний діяч, кавалер одинадцяти орденів Леніна (*1908)
2 грудня — Мунір Дерман, турецький релігієзнавець, містик, лікар (*1910)
3 грудня — Суру Міган Апіті, президент Дагомеї (1964—1965) (*1913)
3 грудня — Фернандо Мартін, іспанський баскетболіст (*1962)
3 грудня — Вей Пін-ао, китайський гонконзький актор (*1929)
3 грудня — Сафдар Хусейн Наджафі, пакистанський релігійний лідер, письменник, шиїтський учений (*1932)
4 грудня — Анджело Руджеро, американський гангстер, член злочинної сім'ї Гамбіно та друг Джона Готті (*1940)
5 грудня — Едоардо Амальді, італійський фізик, академік (*1908)
6 грудня — Джон Пейн, американський кіноактор (*1912)
6 грудня — Марк Лепін, канадський масовий убивця з Монреаля, Квебек (*1964)
6 грудня — Меліне Манукян, французька учасниця Руху опору вірменського походження, вдова і біографиня героя опору Місака Манукяна (*1913)
6 грудня — Френсіс Бав'є, американська акторка (*1902)
7 грудня — Спиридонов Вадим Семенович, радянський актор, кінорежисер (*1944)
7 грудня — Алі Максум, індонезійський ісламський діяч (*1915)
7 грудня — Сайфулла Мухтар, єгипетський комік (*1921)
7 грудня — Сіріма, французько-шрі-ланкійська співачка (*1964)
7 грудня — Хейстекс Калхун, американський професійний борець (*1934)
8 грудня — Лівицький Микола Андрійович, український громадський та політичний діяч, журналіст, голова уряду УНР в екзилі (1957—1967), президент УНР в екзилі (1967—1989) (*1907)
8 грудня — Бруно Каретт, французький актор і гуморист (*1956)
9 грудня — Такеші Кайко, японський письменник і публіцист (*1930)
11 грудня — Ліндсі Кросбі, американський актор і співак, син Бінга Кросбі та Діксі Лі (*1938)
12 грудня — Ґерард Спруїт, голландський серійний вбивця та ґвалтівник (*1922)
12 грудня — Суйхо Таґава, японський художник манґи та виконавець ракуґо (*1899)
14 грудня — Сахаров Андрій Дмитрович, радянський фізик, лауреат Нобелівської премії миру 1975, академік, співтворець водневої бомби, громадський діяч, дисидент і правозахисник (*1921)
14 грудня — Джок Махоні, американський актор і каскадер (*1919)
15 грудня — Алі Шен, турецький актор (*1918)
15 грудня — Мартінус Ян Лангевельд, нідерландський педагог (*1905)
15 грудня — Хосе Гонсало Родрігес Гача, колумбійський наркобарон, один із лідерів Медельїнського картелю (*1947)
16 грудня — Ейлін Прінгл, американська акторка німого кіно (*1895)
16 грудня — Лі Ван Кліф, американський актор (*1925)
16 грудня — Сільвана Мангано, італійська акторка та модель (*1930)
16 грудня — Маха Сабрі, єгипетська співачка та акторка (*1932)
17 грудня — Лучано Сальче, італійський режисер, актор, сценарист, радіо- та телеведучий, драматург і автор пісень (*1922)
18 грудня — Луїза Літтл, американська активістка гренадського походження, мати Малкольма Ікс (*1894/1897)
19 грудня — Генрі Теель, фінський співак (*1917)
19 грудня — Йосеф Інбар, ізраїльський спортивний чиновник (*1913)
19 грудня — Стелла Гіббонс, англійська письменниця, журналістка та поетеса (*1902)
21 грудня — Соеджатмоко, індонезійський інтелектуал, дипломат і політик (*1922)
22 грудня — Василе Міля, румунський військовий діяч, міністр оборони Соціалістичної Республіки Румунія (*1927)
22 грудня — Семюел Бекет, ірландський англо- та франкомовний письменник, Нобелівська премія з літератури 1969 (*1906)
22 грудня — Массімо Серато, італійський актор (*1917)
25 грудня — Ніколае Чаушеску, румунський комуністичний діяч, генеральний секретар Комуністичної партії Румунії з 1965 по 1989 рік, глава держави з 1967 по 1989 рік, диктатор (*1918)
25 грудня — Елена Чаушеску, румунська політична діячка, дружина президента і генсека Румунської комуністичної партії Ніколае Чаушеску (*1916)
25 грудня — Бенні Бініон, американський злочинець, організатор незаконних азартних ігор (*1904)
25 грудня — Біллі Мартін, американський бейсболіст (*1928)
25 грудня — Гус Дальстрем, шведський актор, комік, композитор (*1906)
25 грудня — Денні Гюве, бельгійський журналіст (*1943)
26 грудня — Мохан Сінгх Гуман, офіцер британської індійської армії та борець за незалежність Індії (*1909)
27 грудня — Чавдар Єлизавета Іванівна, українська радянська оперна співачка, педагог (*1925)
28 грудня — Герман Оберт, австро-німецький фізик і винахідник, піонер ракетної техніки та космонавтики походженням з трансильванських саксів (*1894)
29 грудня — Сюрейя Агаоглу, турецька письменниця азербайджанського походження, юрист, перша жінка-адвокат в Туреччині (*1903)
30 грудня — Вахю Сіхомбінг, індонезійський режисер (*1932)
31 грудня — Герхард Шредер, німецький державний і політичний діяч, дипломат (*1910)
31 грудня — Міхай Лантош, угорський футболіст, тренер (*1928)

## Місяць невідомий
1989 — Лам Ганг, головний інспектор відділу кримінальних розслідувань поліції Гонконгу, а згодом розшукуваний злочинець (*1930)
1989 — Чжан Хуохай, гонконгський бізнесмен (*1910)
1989 — Хе Чуан, тайванський підприємець (*1897)
1989 — Сіма Лінг, китайський письменник романів уся (*1933)
1989 — Саїд Хавва, сирійський ханафітський учений, ідеолог Братів-мусульман у Сирії (*1935)
1989 — Мухаммад Аль-Каббадж, марокканський військовий і цивільний пілот (*1938)
1989 — Абу Бакар Факіх, індонезійський муршид (*1880)
1989 — Форозан Абді, іранська спортсменка і політична активістка (*1957)
1989 — Хасан Алі Неджабат Ширазі, іранський містик, письменник і політичний діяч (*1917)
1989 — Ванда Козакевич, французька театральна акторка, коханка Жана-Поля Сартра та сестра Ольги Козакевич (*1917)
1989 — Нгуєн Тхієу, в'єтнамський комуніст (*1903)
1989 — Автар Сінгх Чима, перший індієць, що підкорив гору Еверест (*1933)
1989 — Ревдар Садийков, татарський артист балету, педагог (*1937)